# Anémone de mer
Actiniaria
Pour les articles homonymes, voir Anémone (homonymie).
Ordre
Les Actiniaria, aussi appelées anémones de mer, orties de mer ou encore actiniaires sont un ordre d'animaux marins au corps mou et très musclé, généralement fixés à un support.
Ce sont des cnidaires anthozoaires faisant partie des macroinvertébrés benthiques. L'anémone est constituée d'un polype solitaire à symétrie radiaire, sans squelette calcaire. Souvent ornées de couleurs vives, ces organismes développent de nombreux tentacules péribuccaux pourvus de cellules urticantes très vulnérantes. Leur symétrie, leurs couleurs et leurs tentacules qui évoquent les pétales d'une fleur, leur ont donné le nom vernaculaire d'anémone.

## Dénomination
Le terme anémone de mer fait référence à la symétrie radiaire de cet animal, à ses couleurs vives et à ses tentacules qui évoquent les pétales de certaines fleurs d'anémones.

## Description et caractéristiques

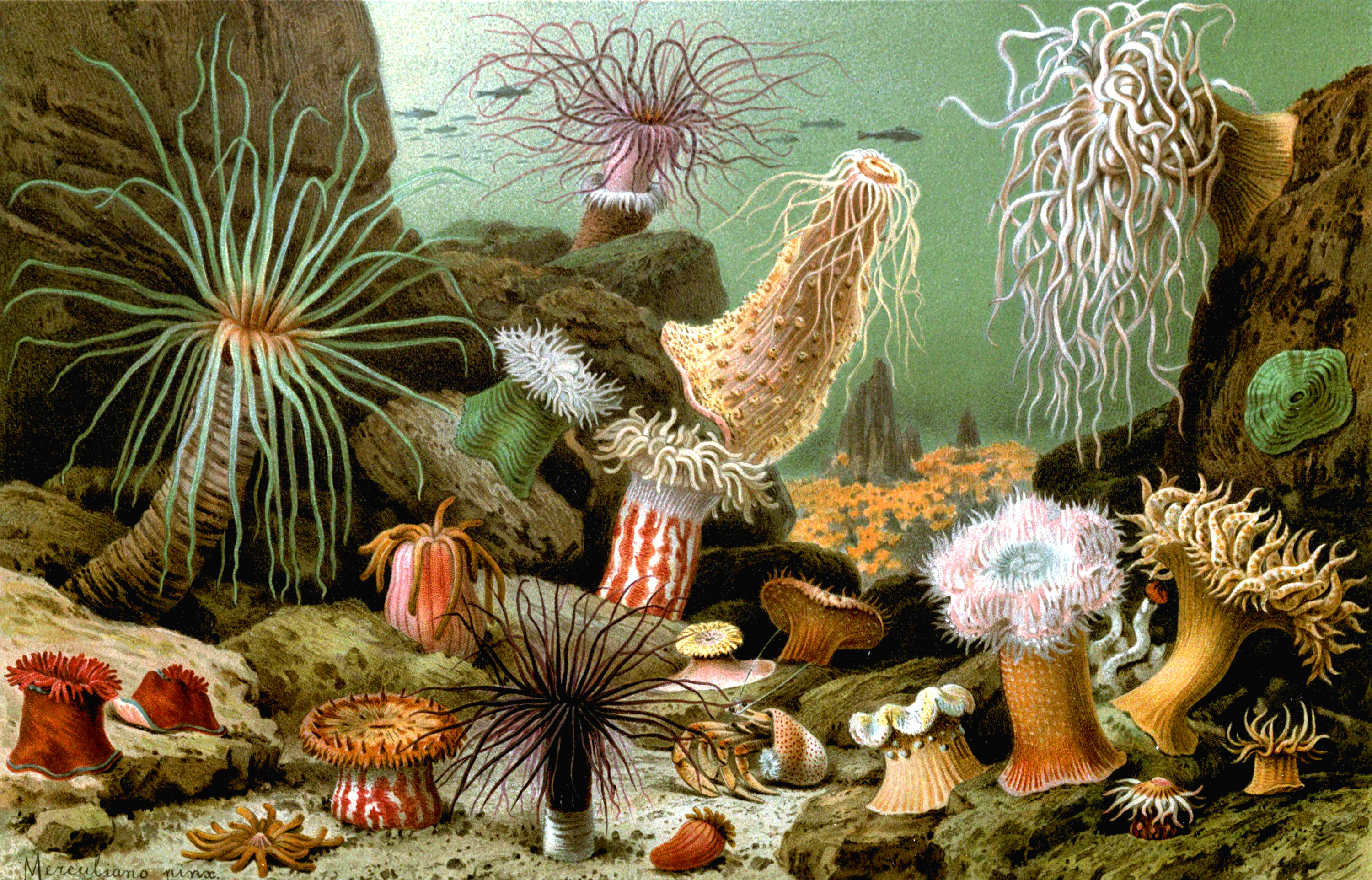
Différentes anémones de mer

Anatomie de l'anémone. 1=tentacules, 2=pharynx, 3=gonades, 4=paroi, 5=mésentère complet, 6=cinclide, 7=acontie, 8=disque pédieux, 9=muscle rétracteur, 10=mésentère incomplet, 11=stomate, 12=col, 13=bouche, 14=disque oral.

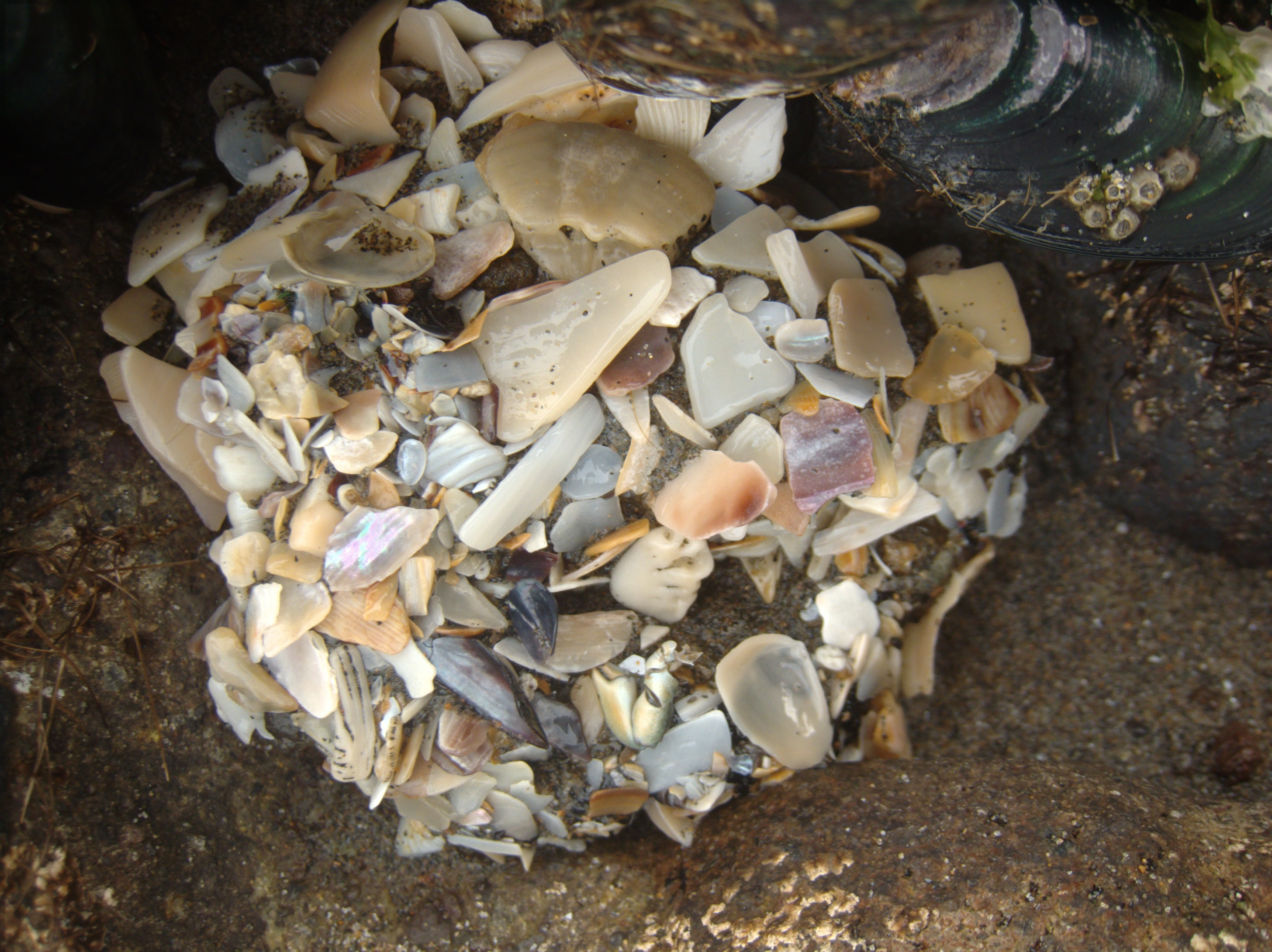
Les anémones peuvent adopter un mode de camouflage défensif qui évite le repérage par un prédateur : des verrues adhésives sur leur colonne favorisent l'accrochage des matériaux qu'elles trouvent autour d'elles (graviers, débris coquilliers, grains de sable, fragments d'algues calcaires).

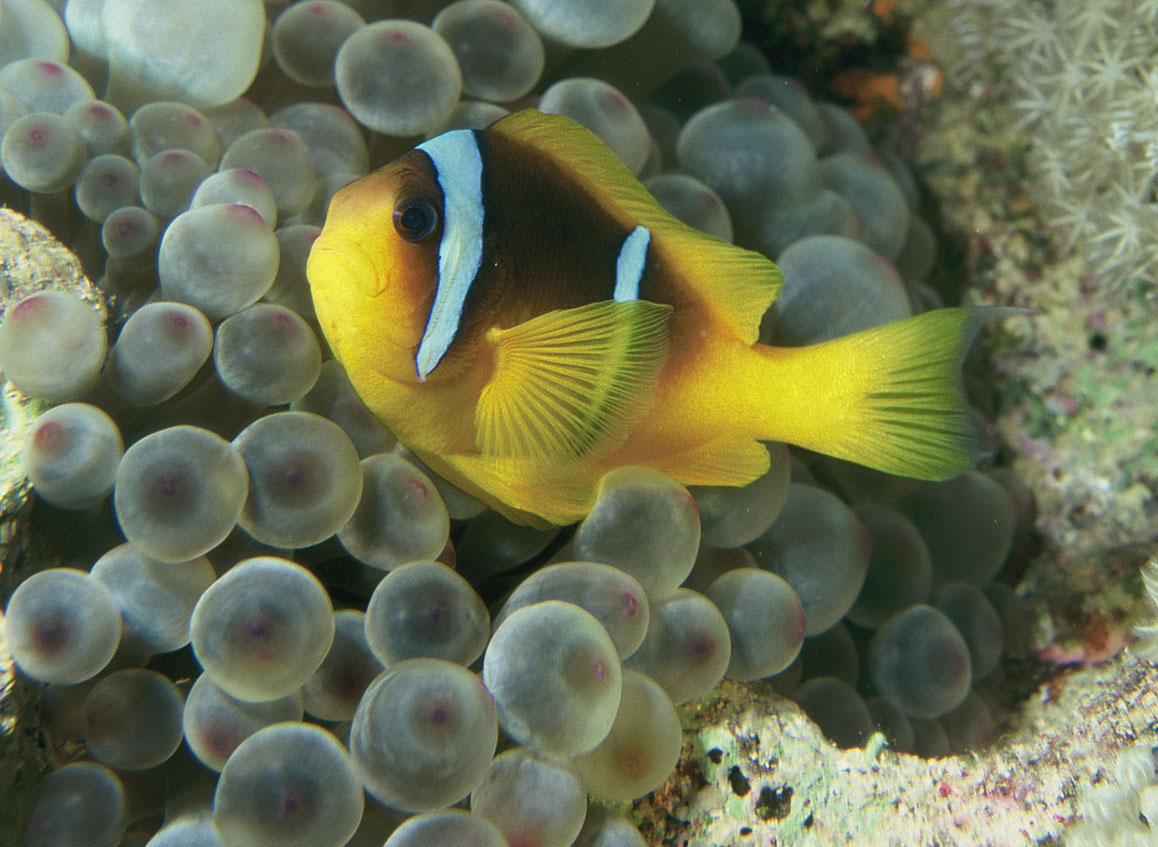
Poisson-clown dans une Entacmaea quadricolor

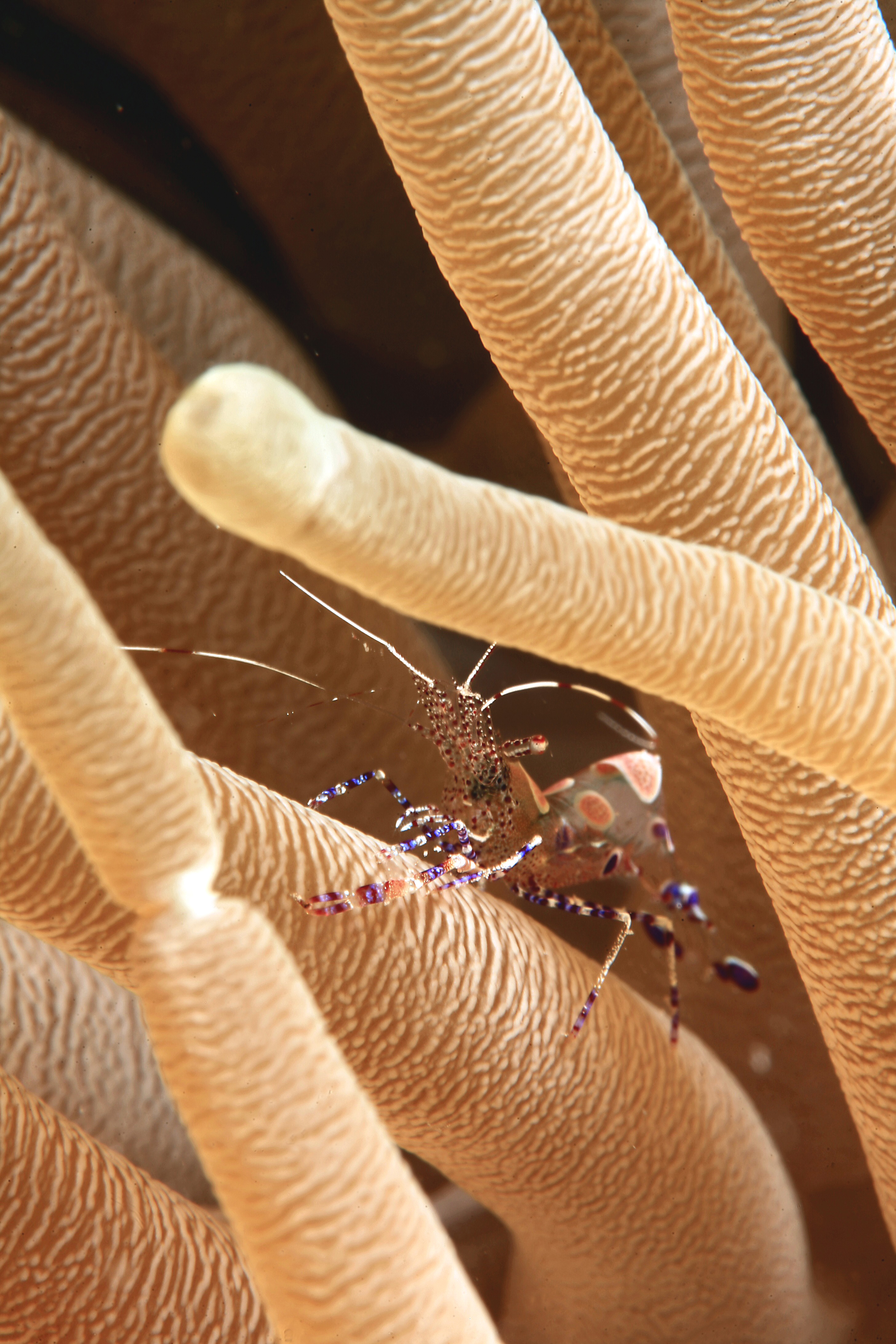
Une crevette symbiotique Periclimenes yucatanicus dans une anémone.

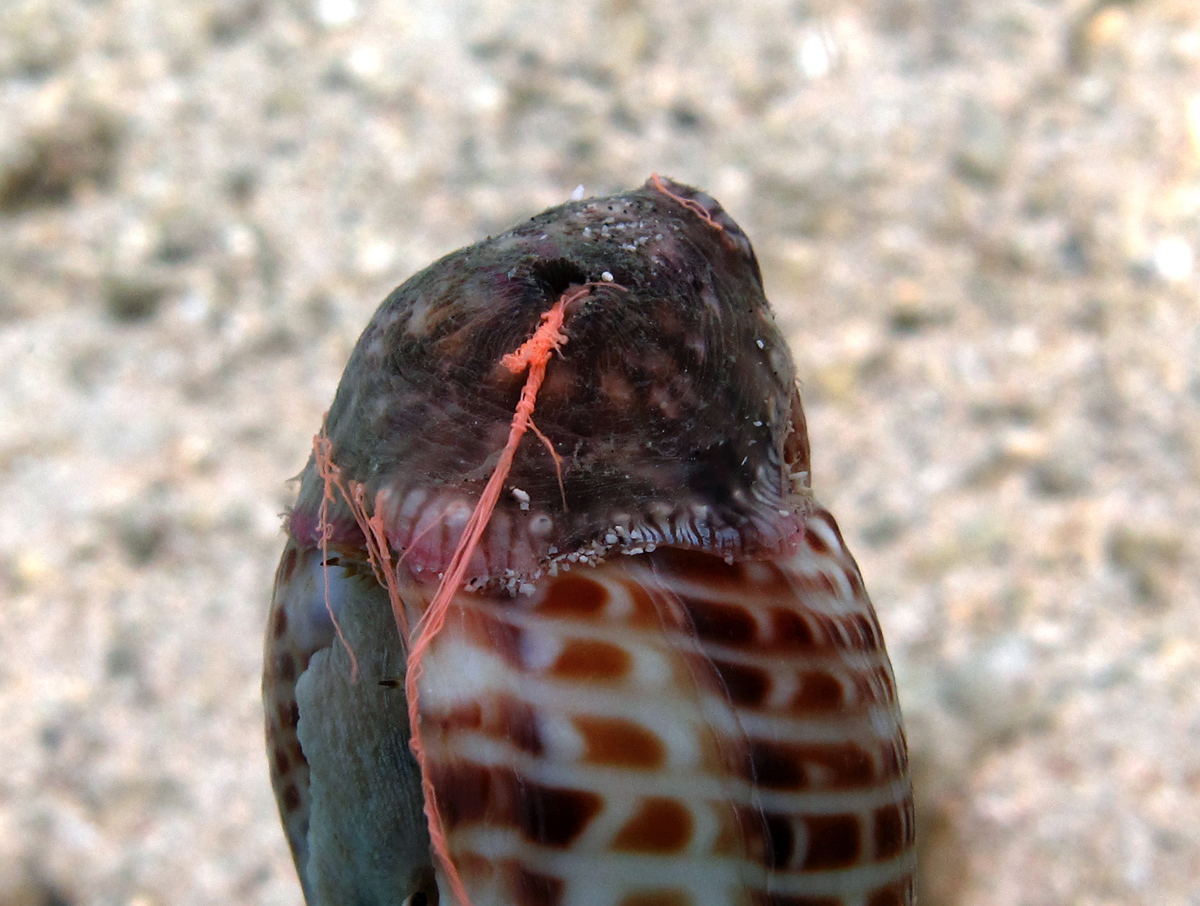
Une Calliactis polypus éjectant ses aconties.

Ce sont des polypes solitaires sans stade méduse, dépourvus d'exosquelette et dont la taille atteint de 1,25 cm à presque 2 m de diamètre. 
Leur anatomie montre trois parties principales : une base discoïde postérieure pour la fixation de l'animal, le disque pédieux qui s'ancre dans le sable, s'attache sur des substrats durs par adhésion (comme une ventouse), ou permet de se déplacer très lentement (8 à 10 cm/h) par reptation, au moyen de contractions musculaires ; un corps mou plus ou moins régulièrement cylindrique, appelé pied ou colonne ; un disque oral antérieur cerné de tentacules lisses, pointus ou arrondis, de formes et de couleurs variées, disposés sur un ou plusieurs cycles concentriques autour. Ce disque buccal ou péristome entoure la cavité buccale qui se trouve en position centrale, et qui sert à la fois de bouche et d'anus,. Aucune anémone n'a de squelette calcaire, contrairement aux coraux, et leur symétrie fondamentale est hexaradiaire (symétrie centrale d'ordre 6, qui s'observe notamment au niveau du nombre des tentacules qui est un multiple de six).
Les tentacules, habituellement nombreux, ont des nématocystes au poison urticant — mais seules certaines espèces sont douloureuses pour l'être humain — et des spirocystes. Ils sont disposés en séries radiaires ou en cycles alternatifs qui sont étroitement liés à la disposition des mésentères. Des mécanismes de défense et d'acclimatation permettent de répondre à des stress biotique et abiotique tels que la rétractation du polype (rétractation de sa colonne, rétractation totale ou partielle de ses tentacules).
La cavité stomacale et la cavité du corps se confondent en un seul sac appelé cavité gastro-vasculaire qui assure une première phase de digestion extracellulaire (en) suivie par une phase finale de digestion intracellulaire. Cette cavité digestive s'ouvre à l'extérieur par un pharynx qui est une zone ectodermique invaginée. Le pharynx est parcouru par une gouttière longitudinale ciliée, le siphonoglyphe, qui assure la circulation de courants d'eau vers cette cavité, participant à la respiration, au maintien de la pression interne et à l'ingestion de particules alimentaires.

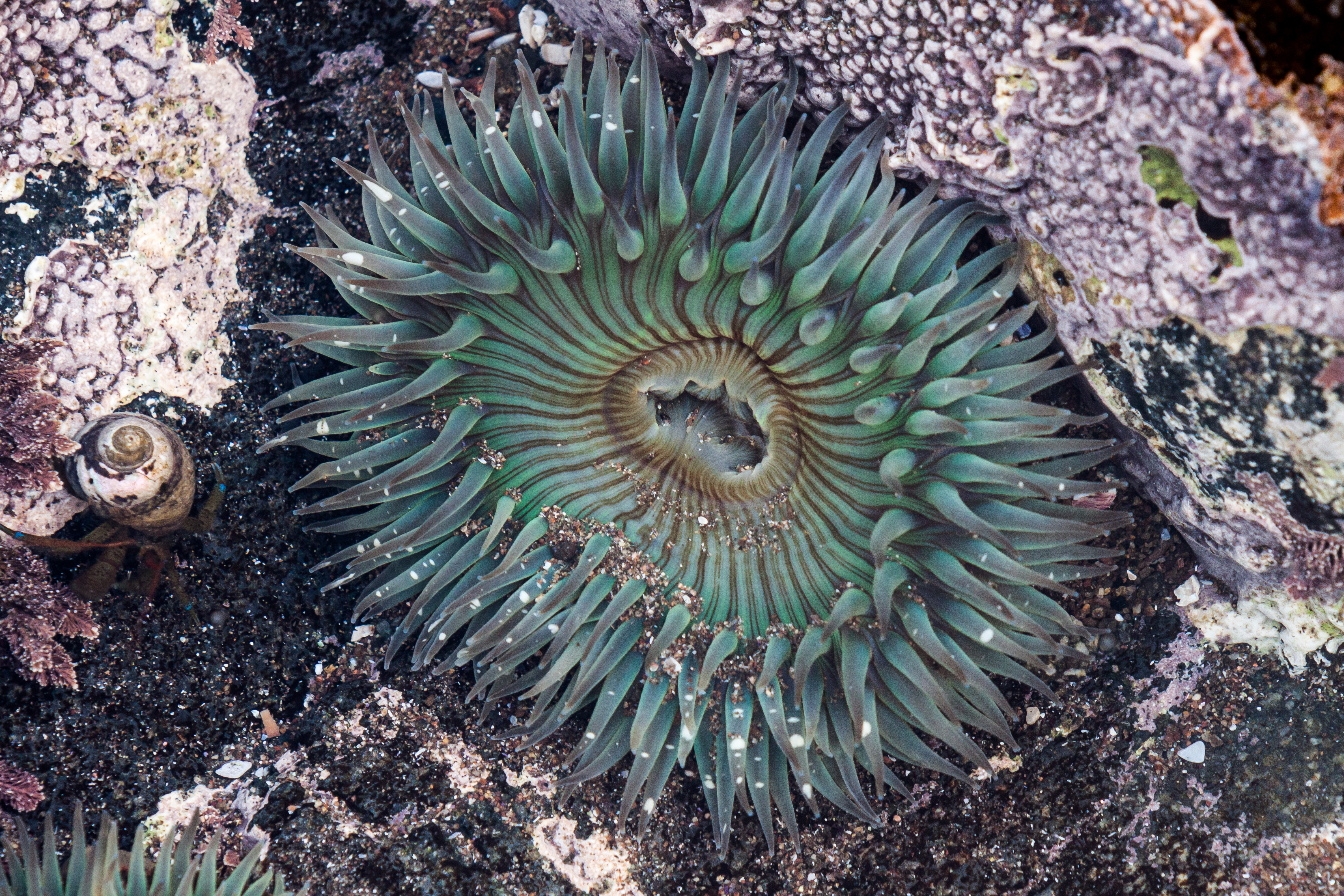
Une anémone caractéristique, avec les tentacules entourant la bouche.
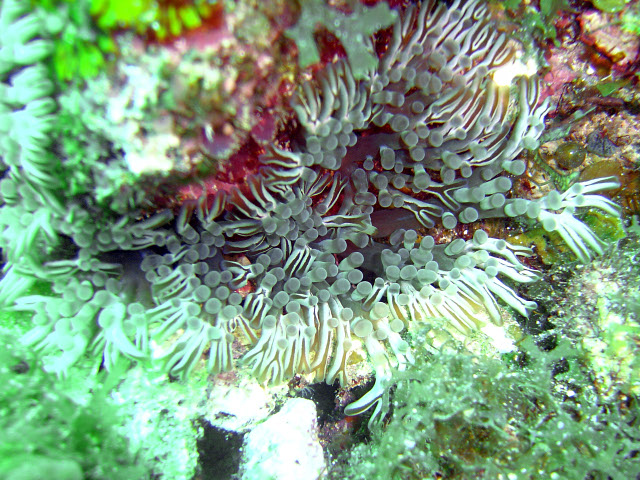
L'anémone fourchue (en) possède des tentacules et des pseudo-tentacules[11].
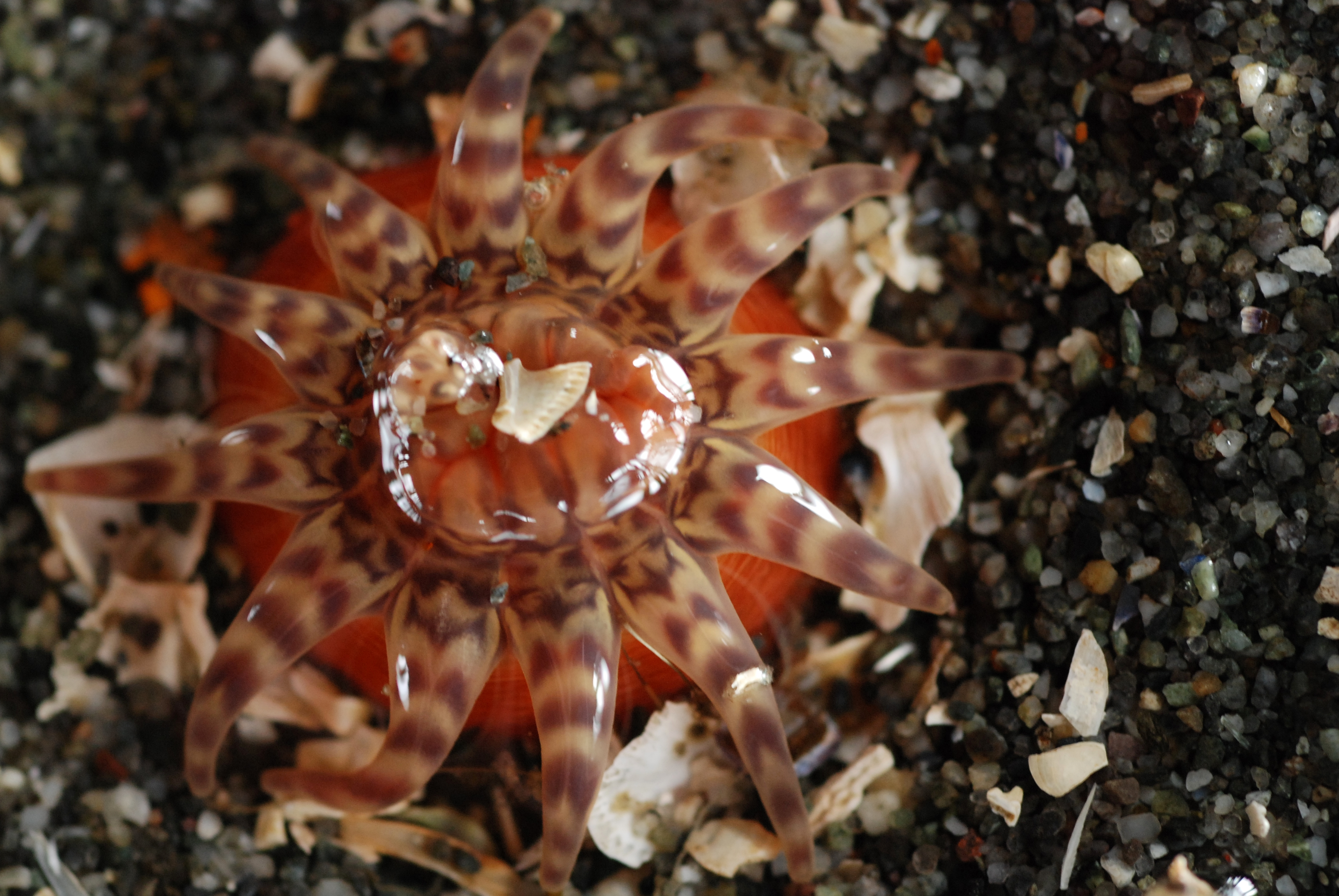
Le siphonoglyphe peut former une projection charnue et lobée autour de la bouche, appelée la conchula.
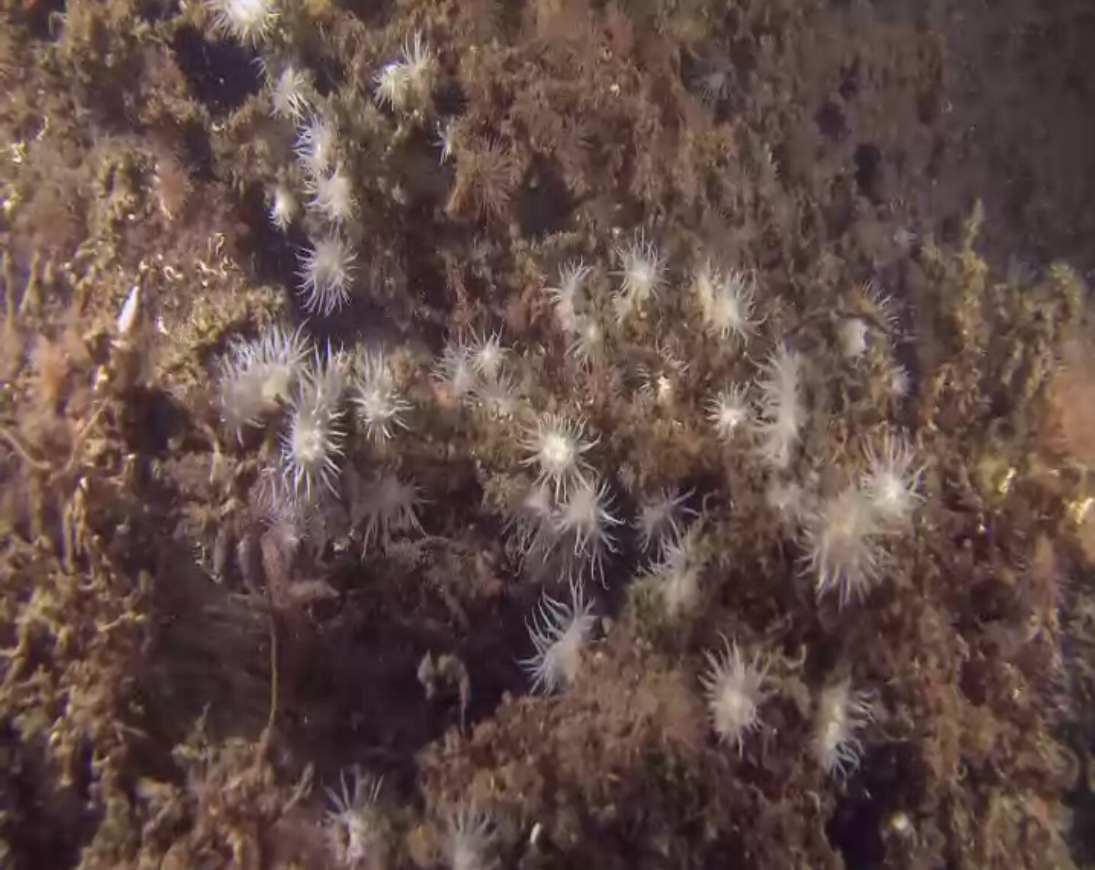
L’anémone marguerite colonise les substrats durs comme les rochers ou vit en épibiose[12].
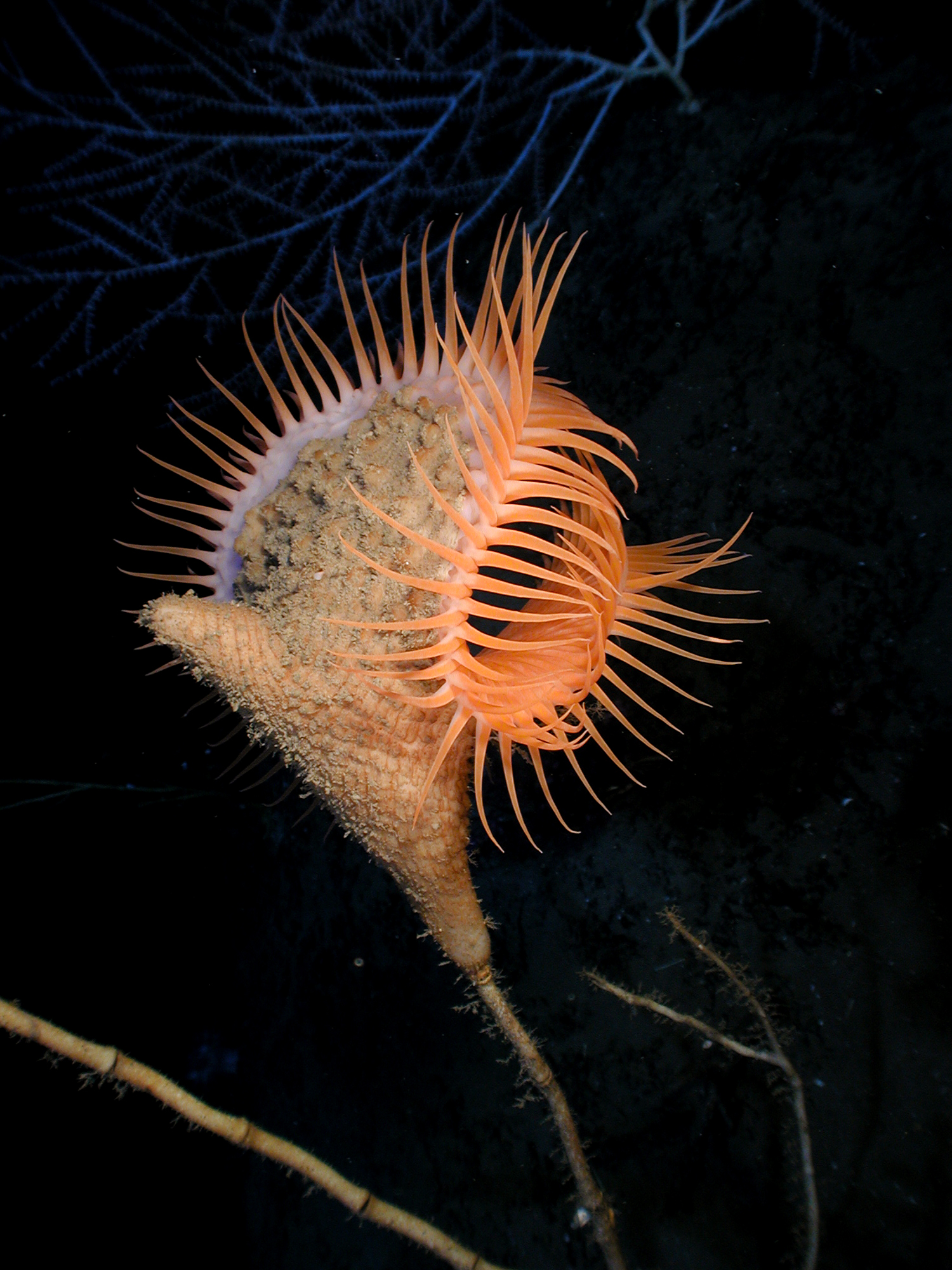
Une anémone plus complexe (Actinoscyphia aurelia).
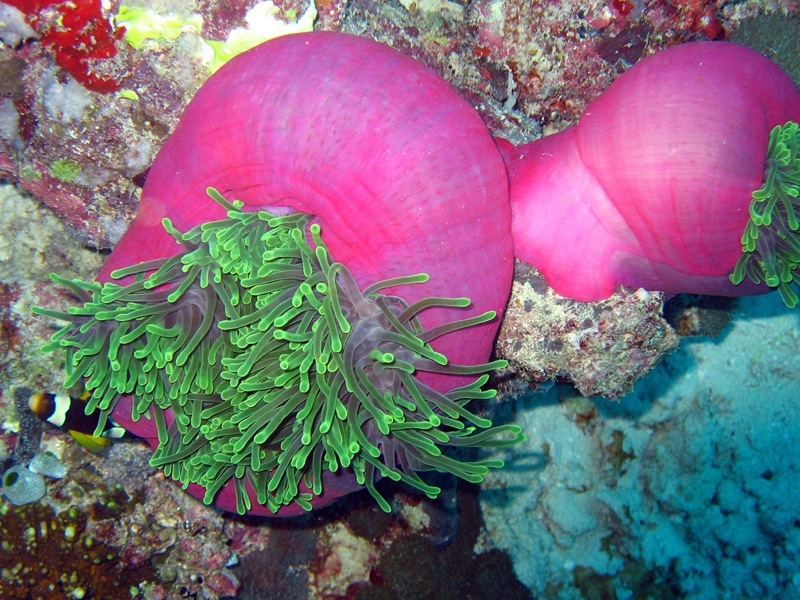
La grosse anémone tropicale Heteractis magnifica peut se refermer comme un sac pour protéger ses organes des menaces.
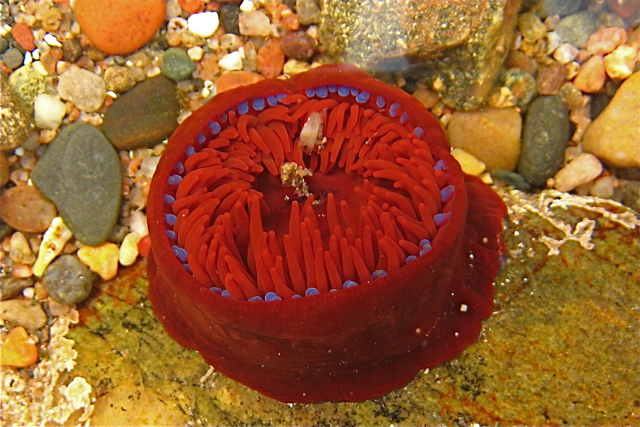
La tomate de mer est une des espèces les plus fréquentes du littoral français métropolitain[13].
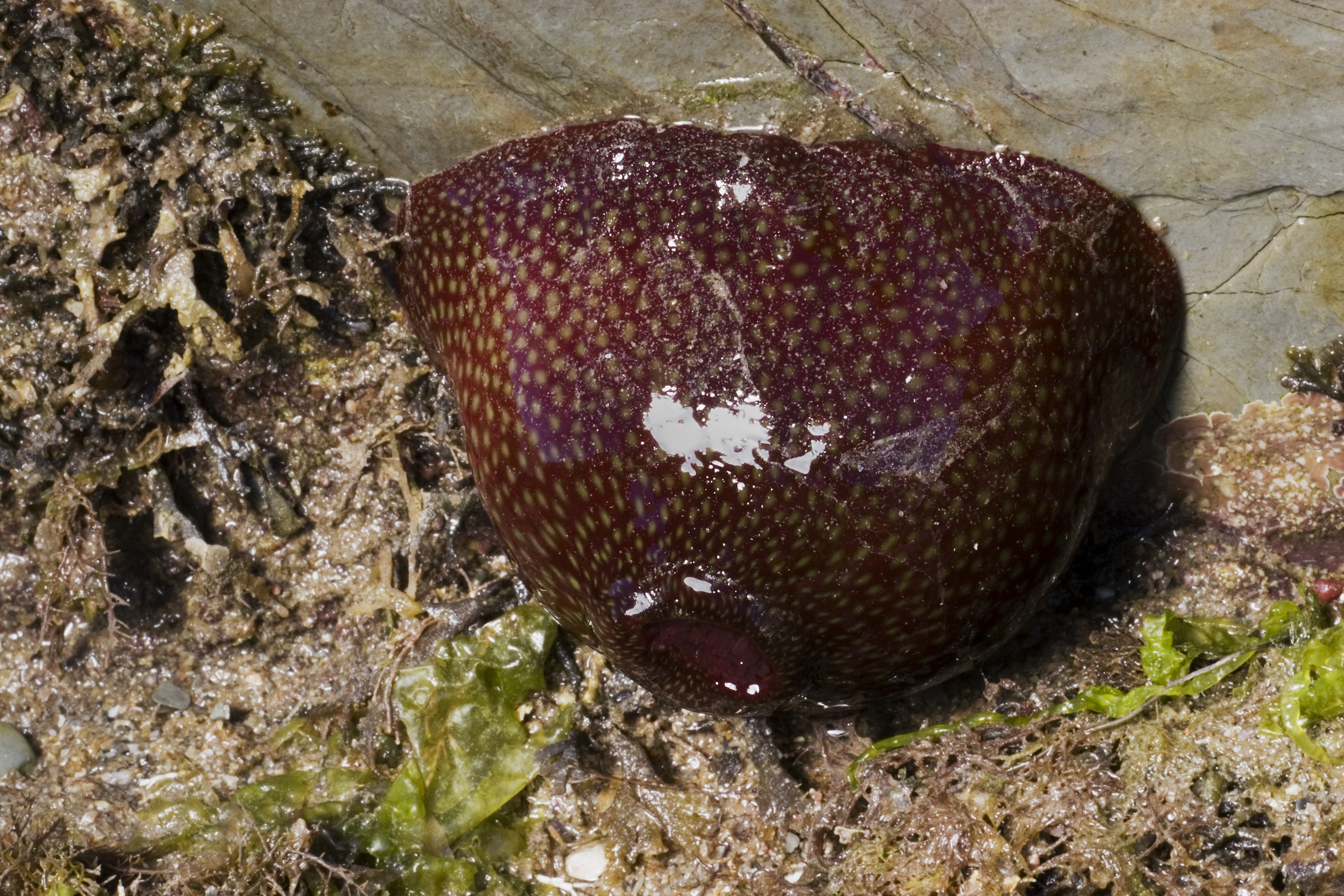
Lorsque ses tentacules sont rétractés, la fraise de mer adopte la forme d'une petite boule qui évoque le fruit.
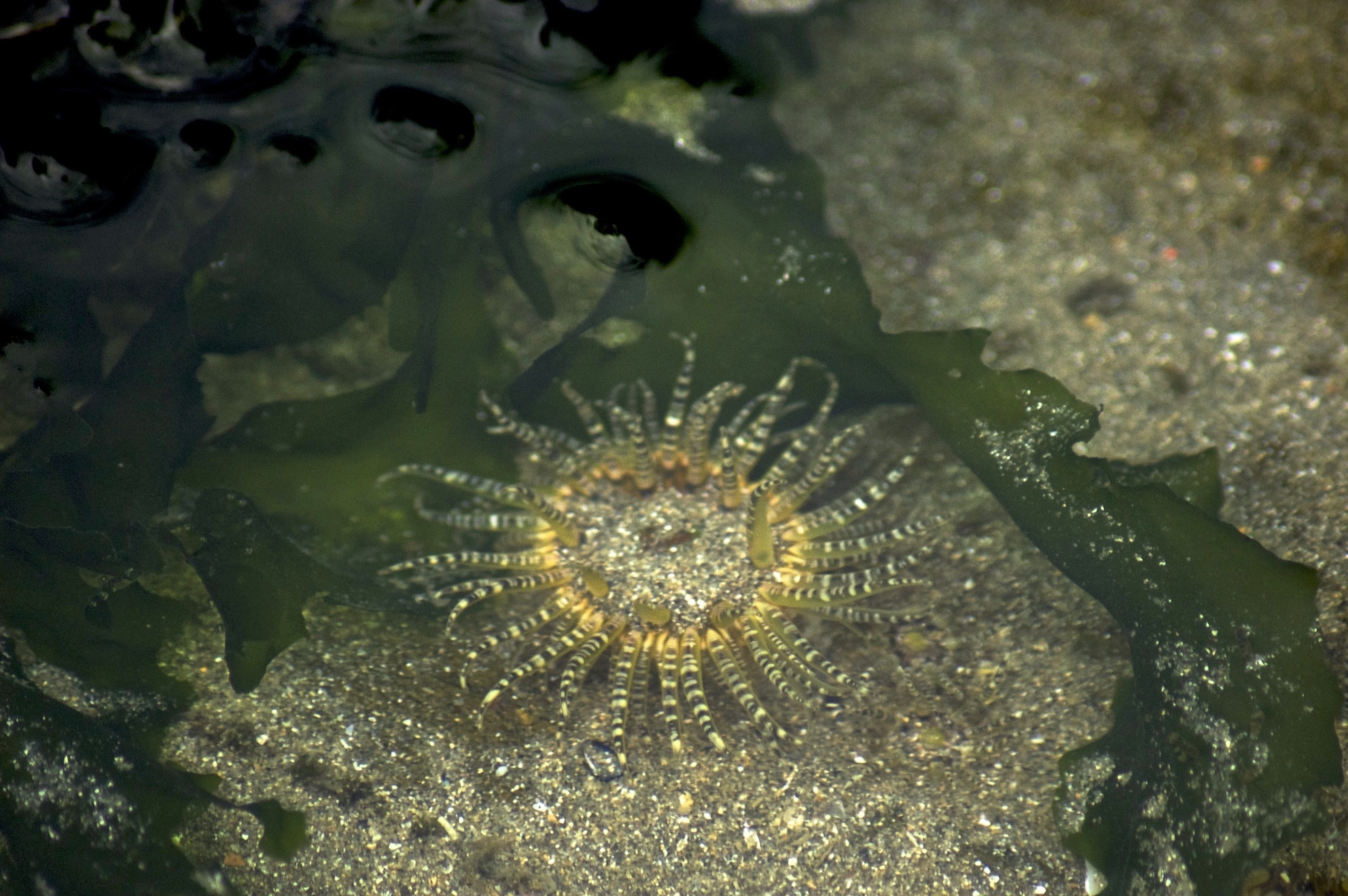
L'anémone gemme (en) ne déploie ses tentacules transparents que pour s'alimenter.
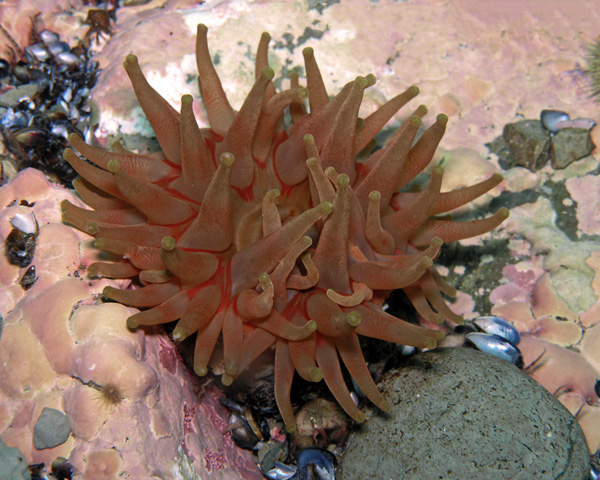
Le Dahlia de mer est particulièrement admiré des plongeurs.

Malgré des ressemblances certaines, les anémones ne doivent pas être confondues avec les autres groupes de cnidaires sessiles mous : Alcyonacea, zoanthides, corallimorphes et autres.

## Biologie et comportement
Les anémones sont pour la plupart sédentaires, mais peuvent aussi se déplacer par glissement sur le fond et certaines peuvent même se déraciner brusquement et nager en cas d'attaque. En cas d'agression, certaines anémones de mer sont capables de projeter des filaments blancs urticants, appelés aconties. Ces filaments ont des effets semblables à ceux des méduses pour l'homme.
Les anémones de mer hébergent dans leurs tentacules des algues unicellulaires, des zooxanthelles endosymbiotiques, qui métabolisent l'énergie lumineuse en énergie exploitable par l'organisme (comme le corail) : une grande partie de leur énergie est d'origine solaire.
De façon opportuniste, elles complètent leur menu à l'aide de plancton, de crevettes ou de petits poissons attrapés grâce à leurs tentacules, lesquels apportent ensuite la proie à l'orifice buccal pour la digestion, dans une cavité stomacale centrale. Les excréments sortent du corps par le même orifice.
On connaît relativement peu de prédateurs des anémones de mer, les plus voraces étant sans doute les tortues de mer. Cependant, certains mollusques comme le nudibranche Aeolidia papillosa sont aussi spécialisés dans la consommation d'anémones.
Les anémones de mer se reproduisent sexuellement ou par multiplication asexuée.

## Symbioses et mutualismes
Comme de nombreux autres cnidaires, les anémones de mer ont développé une symbiose avec les zooxanthelles de leurs tentacules, les zooxanthelles assurant la majorité des apports énergétiques nécessaires à la croissance et à la survie de leur hôte, notamment en sucres.
Une étude d'avril 2021 montre que les anémones de mer opèrent un tri entre les zooxanthelles et les autres microalgues : les secondes ne sont pas détruites, mais rejetées dans la nature par le système immunitaire des cellules infectées, alors que la réponse  immunitaire est inhibée spécifiquement en présence des zooxanthelles,.
Quelques anémones de mer vivent également en mutualisme avec d'autres organismes, protégés contre leurs cellules urticantes par une carapace épaisse ou un mucus protecteur (notamment les poissons-clowns). On y trouve ainsi des bernard-l'hermite (comme le « pagure à anémones » Dardanus deformis), les poissons-clowns, ou certaines petites crevettes, telle la Thor amboinensis. Des symbioses plus complexes peuvent aussi avoir lieu, comme avec le crabe boxeur Lybia tessellata, qui porte en permanence une anémone (Boloceractis prehensa) dans chacune de ses pinces et les agite devant lui pour se défendre.

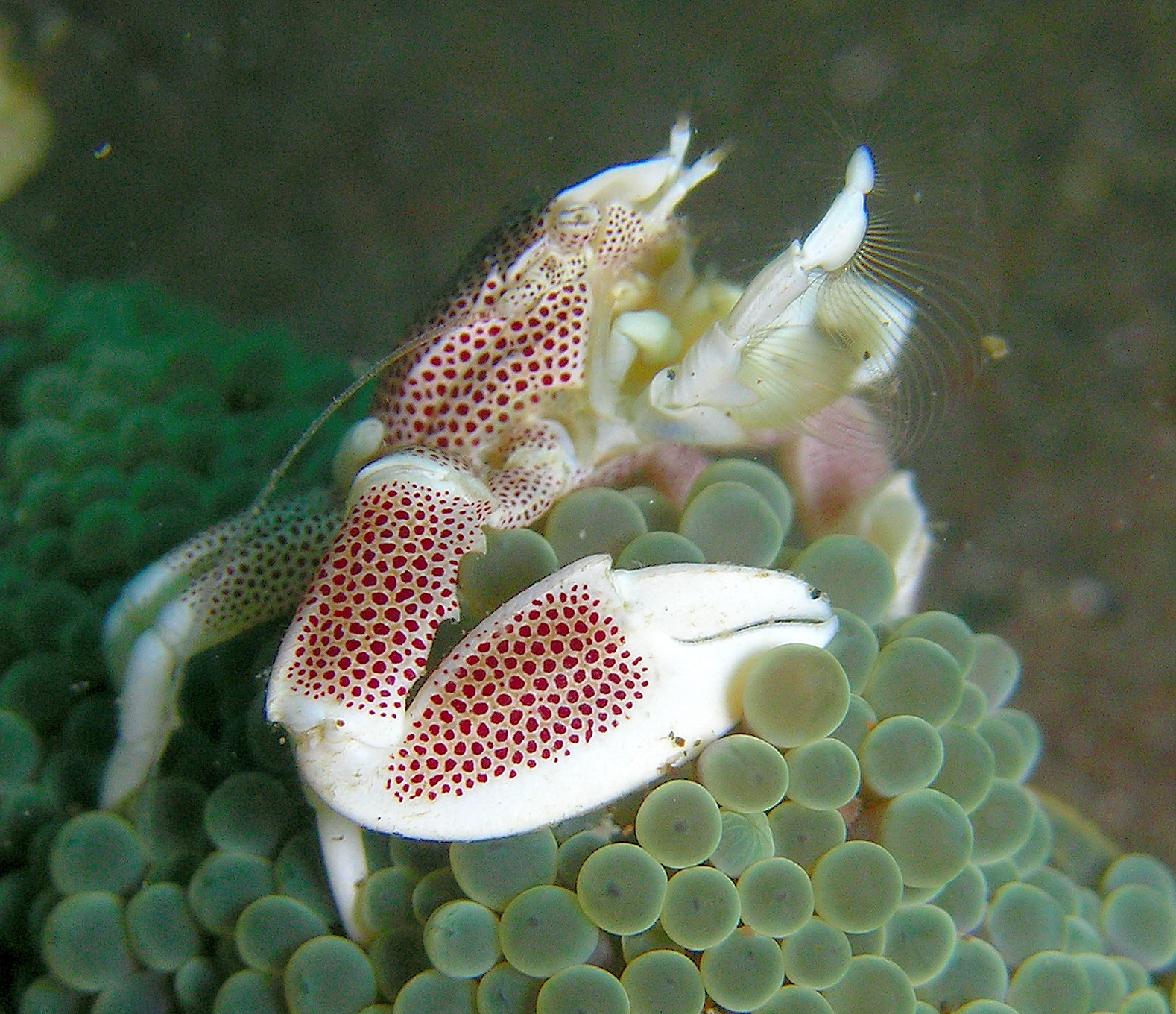
Le crabe porcelaine (Neopetrolisthes maculatus) vit dans les anémones.
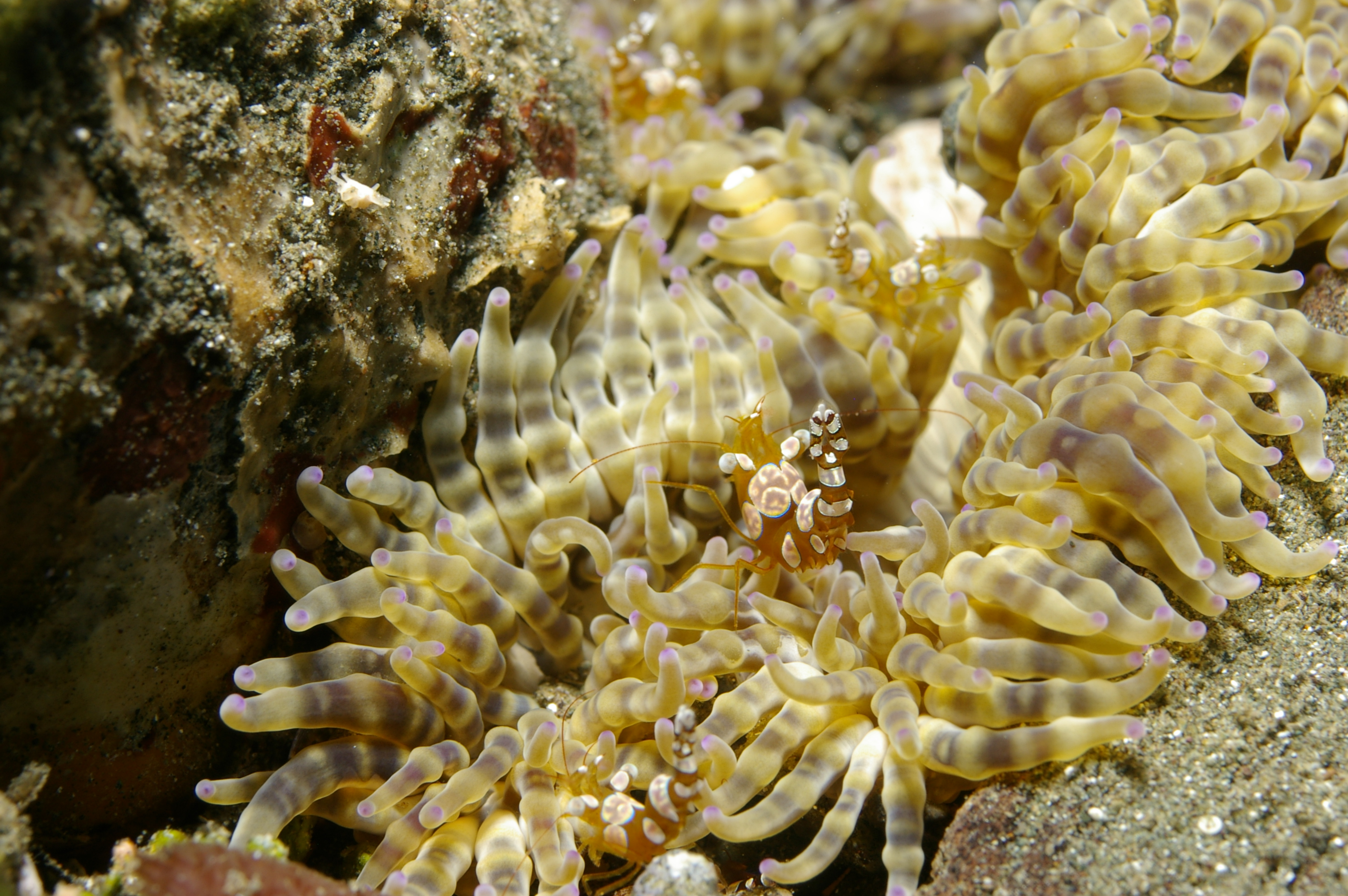
La crevette Thor amboinensis dans une Heteractis aurora.
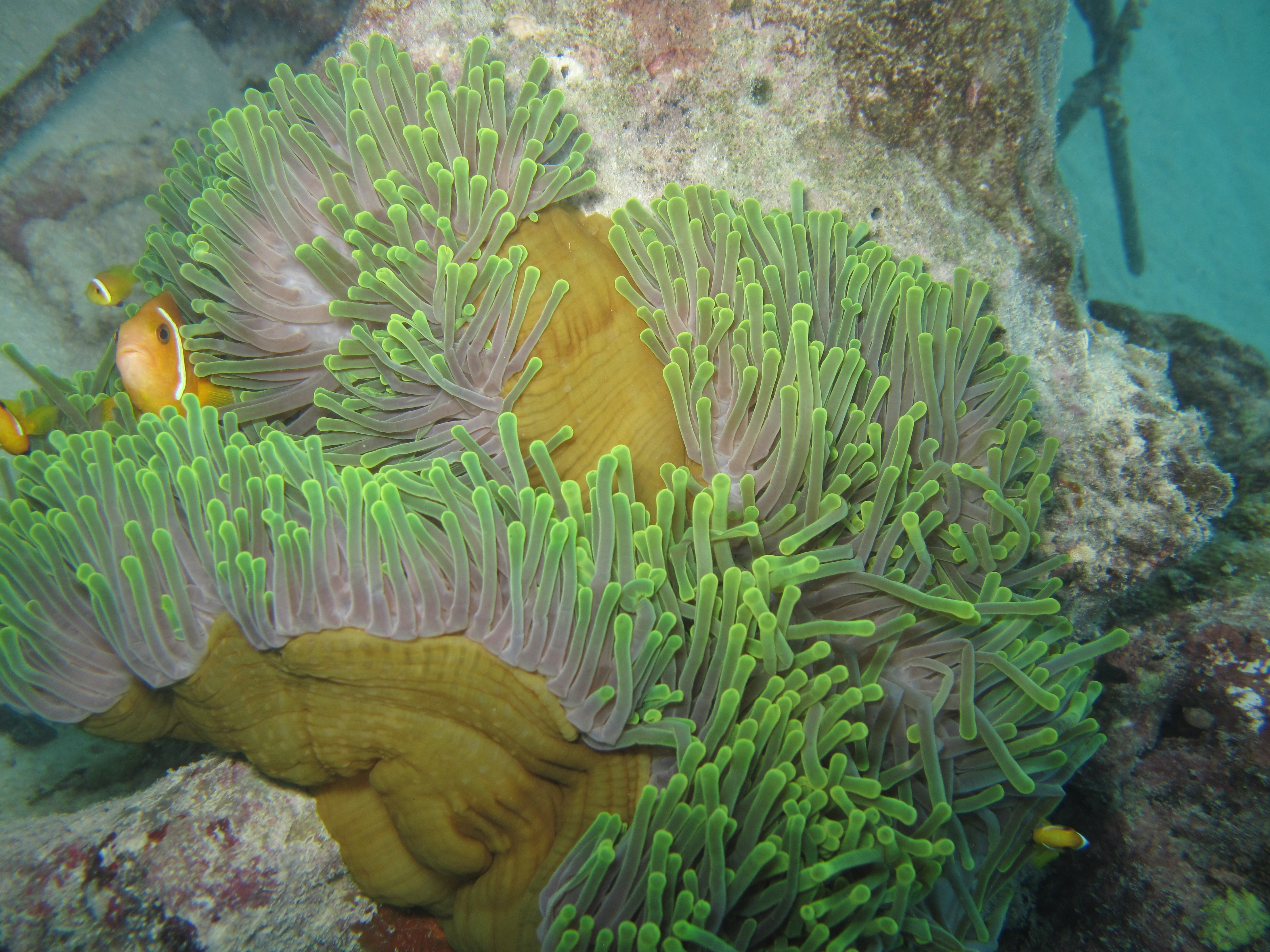
Le poisson-clown des Maldives (Amphiprion nigripes) vit en association exclusive avec l'anémone Heteractis magnifica.
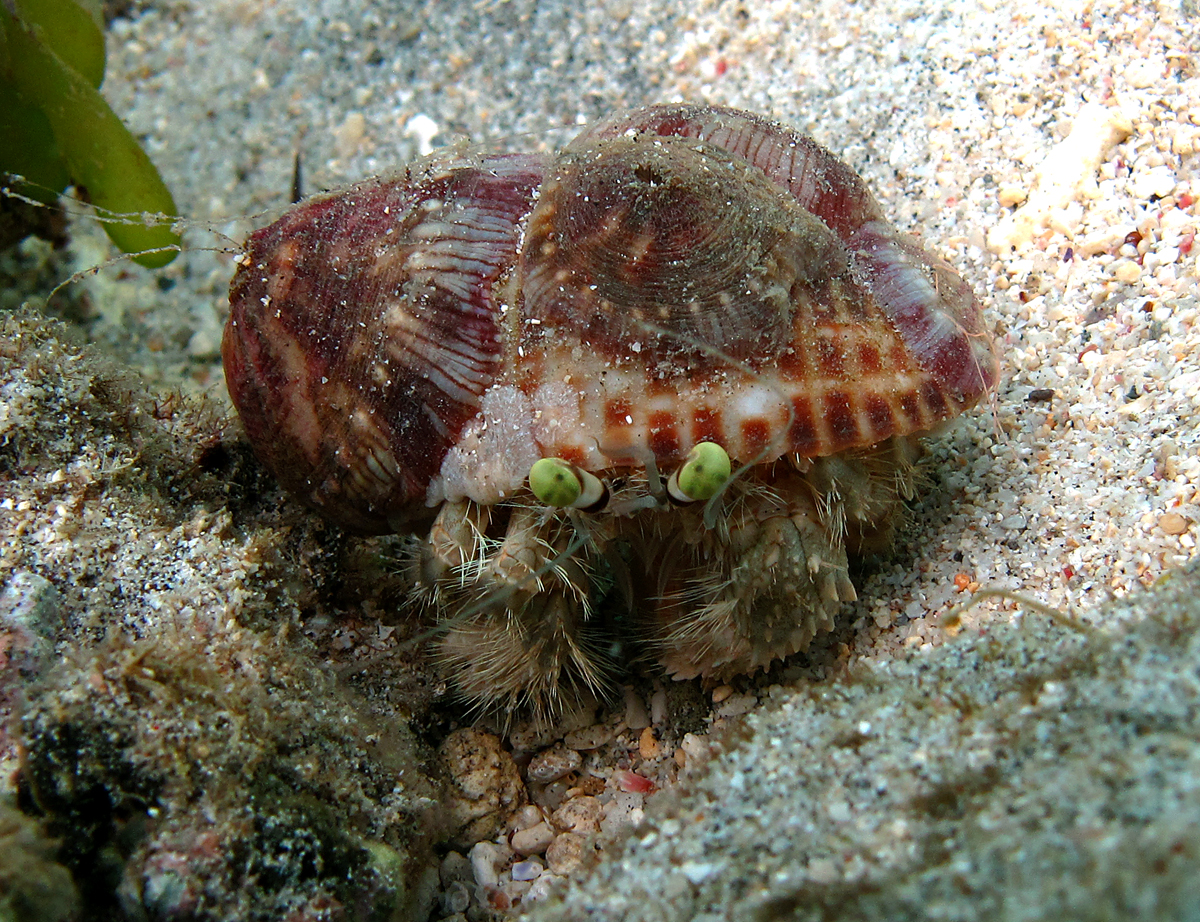
Le bernard-l'hermite à anémones (Dardanus deformis) cultive des anémones toxiques sur sa coquille pour décourager les prédateurs.
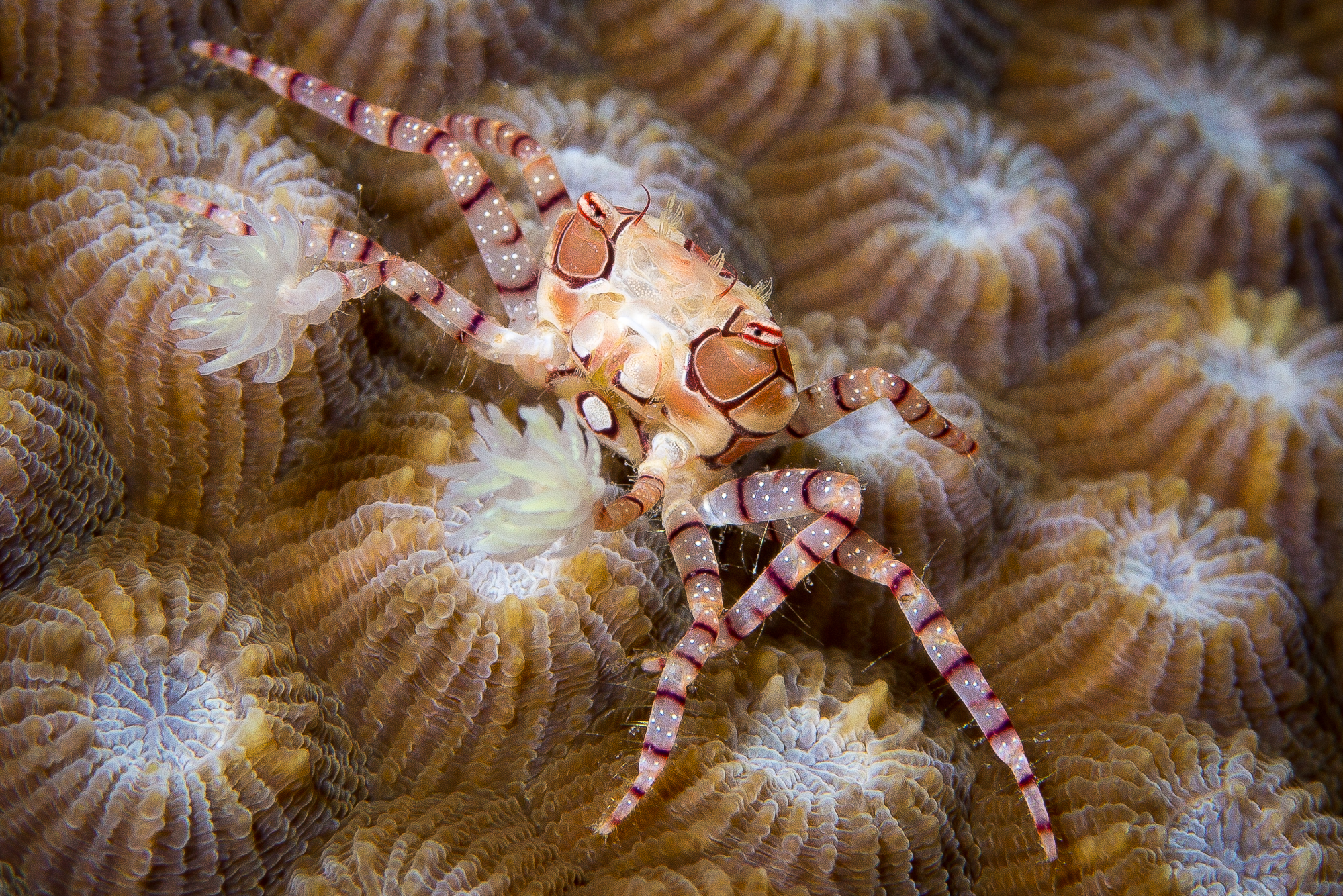
Le crabe-boxeur (Lybia tessellata) impressionne ses prédateurs grâce aux anémones venimeuses qu'il brandit.

## Menaces
Les anémones de mer, comme les coraux, blanchissent sous l'effet du réchauffement climatique et elles dépérissent aussi à cause de la pollution et de la surpêche.

## Classification
La classification des anémones a été entièrement revue en 2014 par Rodríguez & Daly : seuls deux sous-ordres sont désormais reconnus, l'essentiel des familles modernes étant comprises dans celui des Enthemonae, divisée en trois super-familles, dont une monotypique. Cette classification se substitue à celle héritée de Carlgren (début du XXe siècle), qui divisait les anémones en quatre sous-ordres (Endocoelantheae, Nyantheae - de loin le plus vaste -, Protantheae et Ptychodacteae).
Les Actiniarias comprennent environ 1 200 espèces.
Selon World Register of Marine Species (5 janvier 2017) :

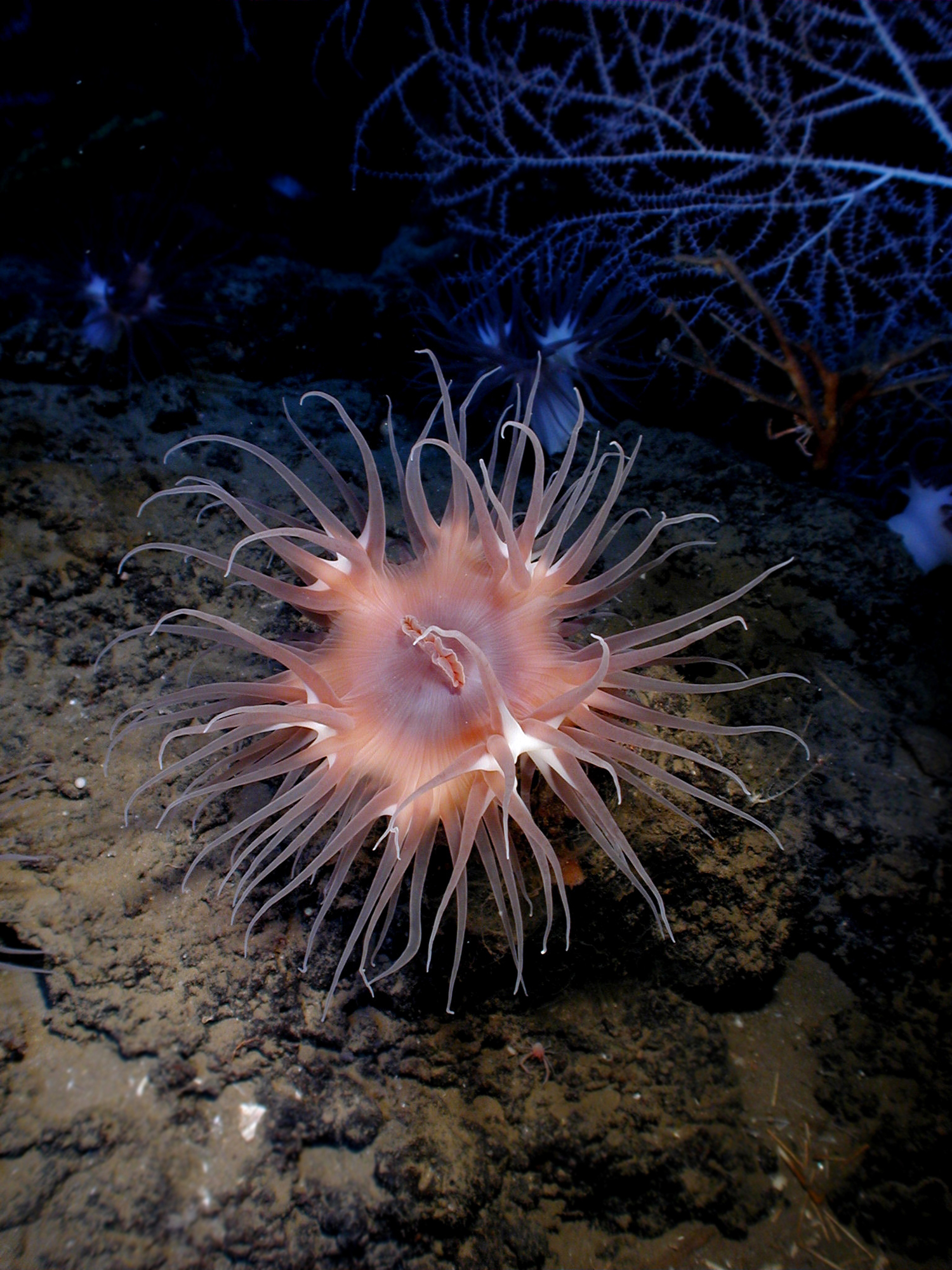
Actinostola sp.

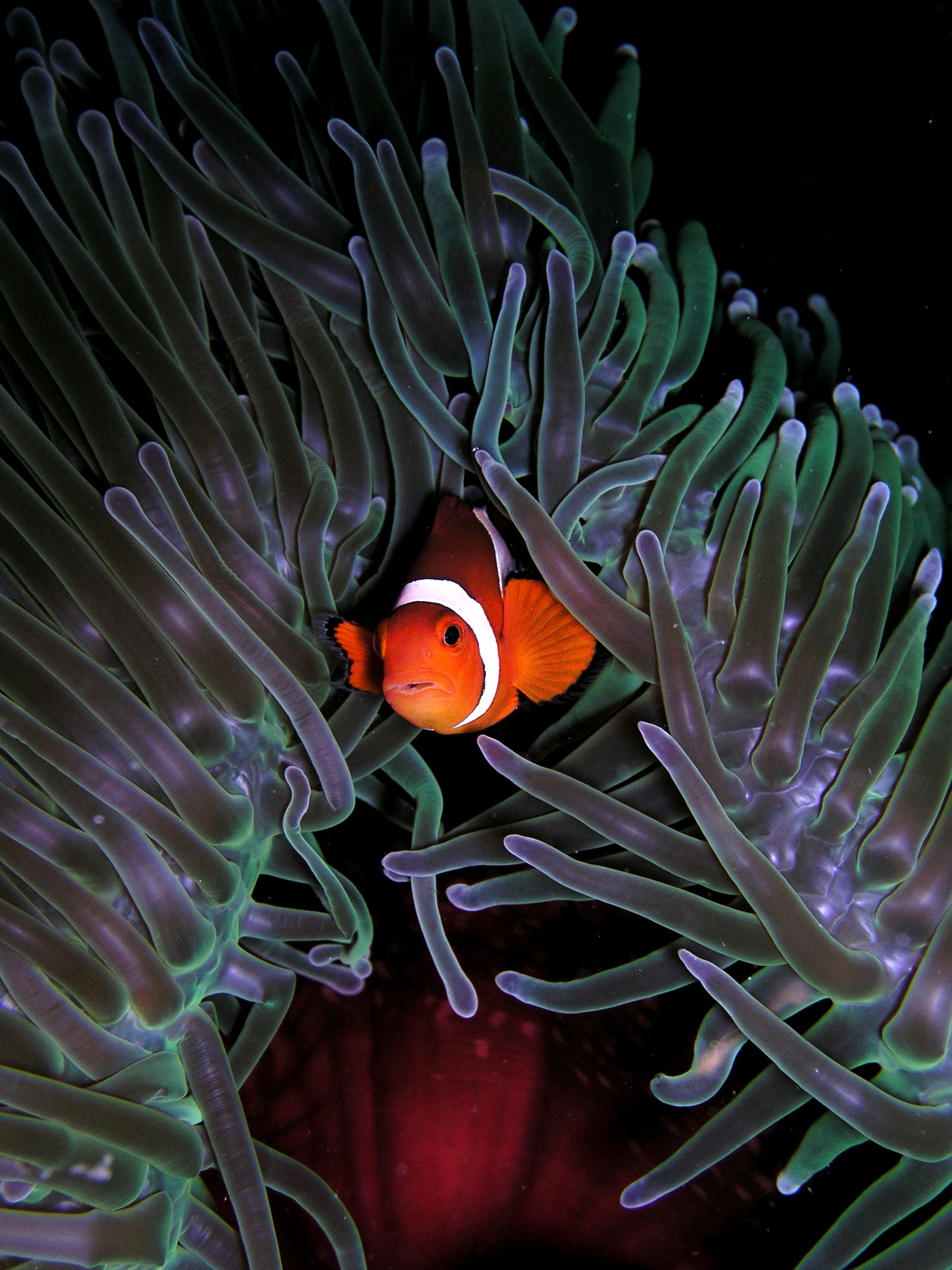
Poisson-clown Amphiprion ocellaris dans une Heteractis magnifica

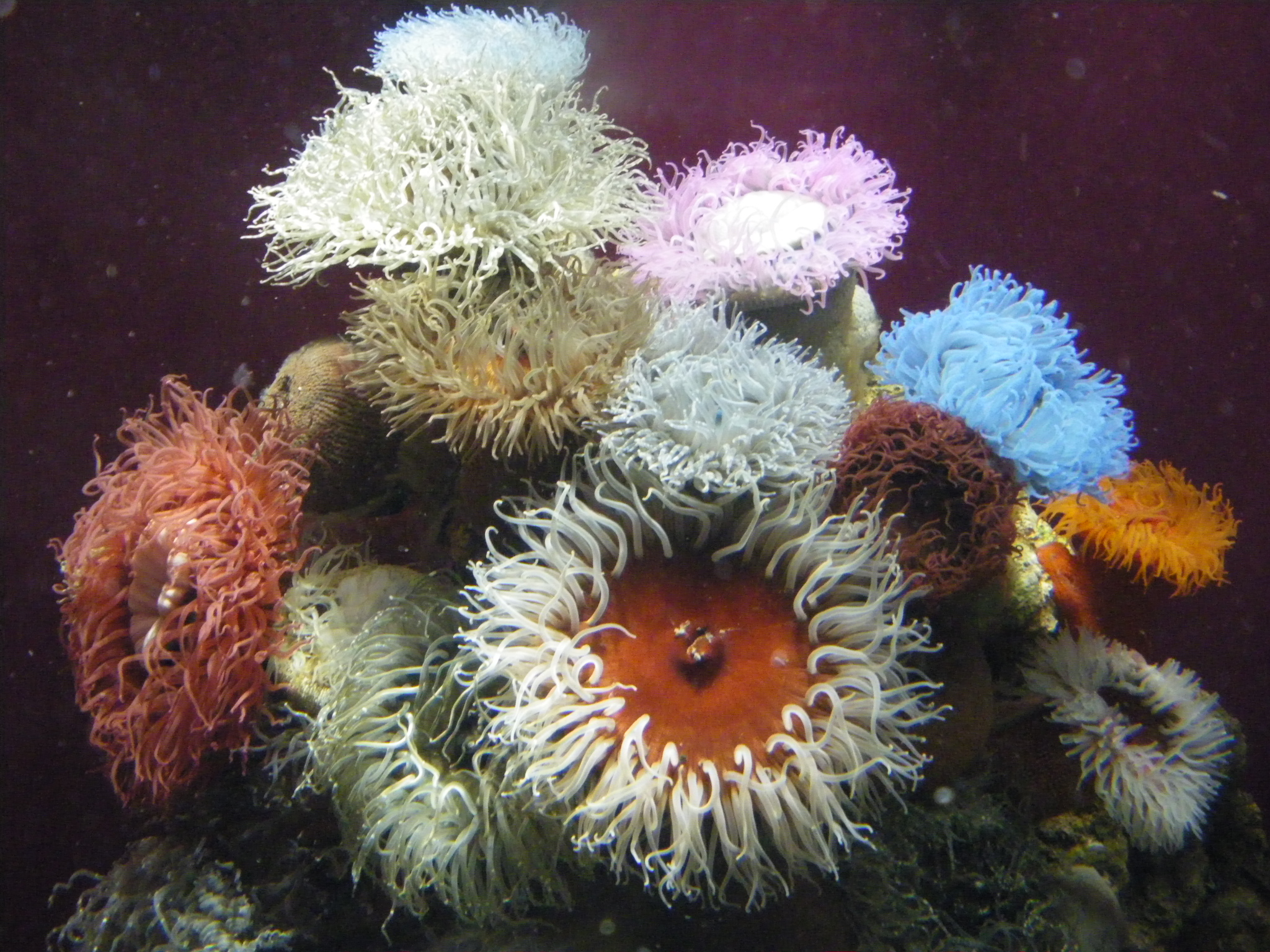
Anémones de mer à l'aquarium des Deux Océans

- sous-ordre Anenthemonae Rodríguez & Daly in Rodríguez et al., 2014
  - super-famille Actinernoidea Stephenson, 1922
    - famille Actinernidae Stephenson, 1922
    - famille Halcuriidae Carlgren, 1918

  - super-famille Edwardsioidea Andres, 1881
    - famille Edwardsiidae Andres, 1881
- sous-ordre Enthemonae Rodríguez & Daly in Rodríguez et al., 2014
  - super-famille Actinioidea Rafinesque, 1815
    - famille Actiniidae Rafinesque, 1815
    - famille Actinodendridae Haddon, 1898
    - famille Aurelianidae Andres, 1883
    - famille Capneidae Gosse, 1860
    - famille Condylanthidae Stephenson, 1922
    - famille Haloclavidae Verrill, 1899
    - famille Homostichanthidae
    - famille Iosactinidae Riemann-Zürneck, 1997
    - famille Limnactiniidae Carlgren, 1921
    - famille Liponematidae Hertwig, 1882
    - famille Minyadidae Milne Edwards, 1857
    - famille Oractiidae Riemann-Zürneck, 2000
    - famille Phymanthidae Andres, 1883
    - famille Preactiniidae England in England & Robson, 1984
    - famille Ptychodactinidae Appellöf, 1893
    - famille Stichodactylidae Andres, 1883
    - famille Stoichactidae Carlgren, 1900
    - famille Thalassianthidae Milne Edwards, 1857

  - super-famille Actinostoloidea Carlgren, 1932
    - famille Actinostolidae Carlgren, 1932

  - super-famille Metridioidea Carlgren, 1893
    - famille Acontiophoridae Carlgren, 1938
    - famille Actinoscyphiidae Stephenson, 1920
    - famille Aiptasiidae Carlgren, 1924
    - famille Aiptasiomorphidae Carlgren, 1949
    - famille Aliciidae Duerden, 1895
    - famille Andresiidae Stephenson, 1922
    - famille Andvakiidae Danielssen, 1890
    - famille Antipodactinidae Rodríguez, López-González & Daly, 2009
    - famille Bathyphelliidae Carlgren, 1932
    - famille Diadumenidae Stephenson, 1920
    - famille Exocoelactinidae Carlgren, 1925
    - famille Gonactiniidae Carlgren, 1893
    - famille Halcampidae Andres, 1883
    - famille Haliactinidae Carlgren, 1949
    - famille Hormathiidae Carlgren, 1932
    - famille Isanthidae Carlgren, 1938
    - famille Kadosactinidae Riemann-Zürneck, 1991
    - famille Metridiidae Carlgren, 1893
    - famille Nemanthidae Carlgren, 1940
    - famille Nevadneidae Carlgren, 1925
    - famille Octineonidae Fowler, 1894
    - famille Sagartiidae Gosse, 1858
    - famille Sagartiomorphidae Carlgren, 1934
- Actiniaria incertae sedis
  - famille Antheidae Gosse, 1860
  - famille Antheomorphidae Hertwig, 1882
  - famille Iosactiidae Riemann-Zürneck, 1997
  - famille Sarcophinanthidae Andres, 1883
- + de nombreux genres encore non assignés.

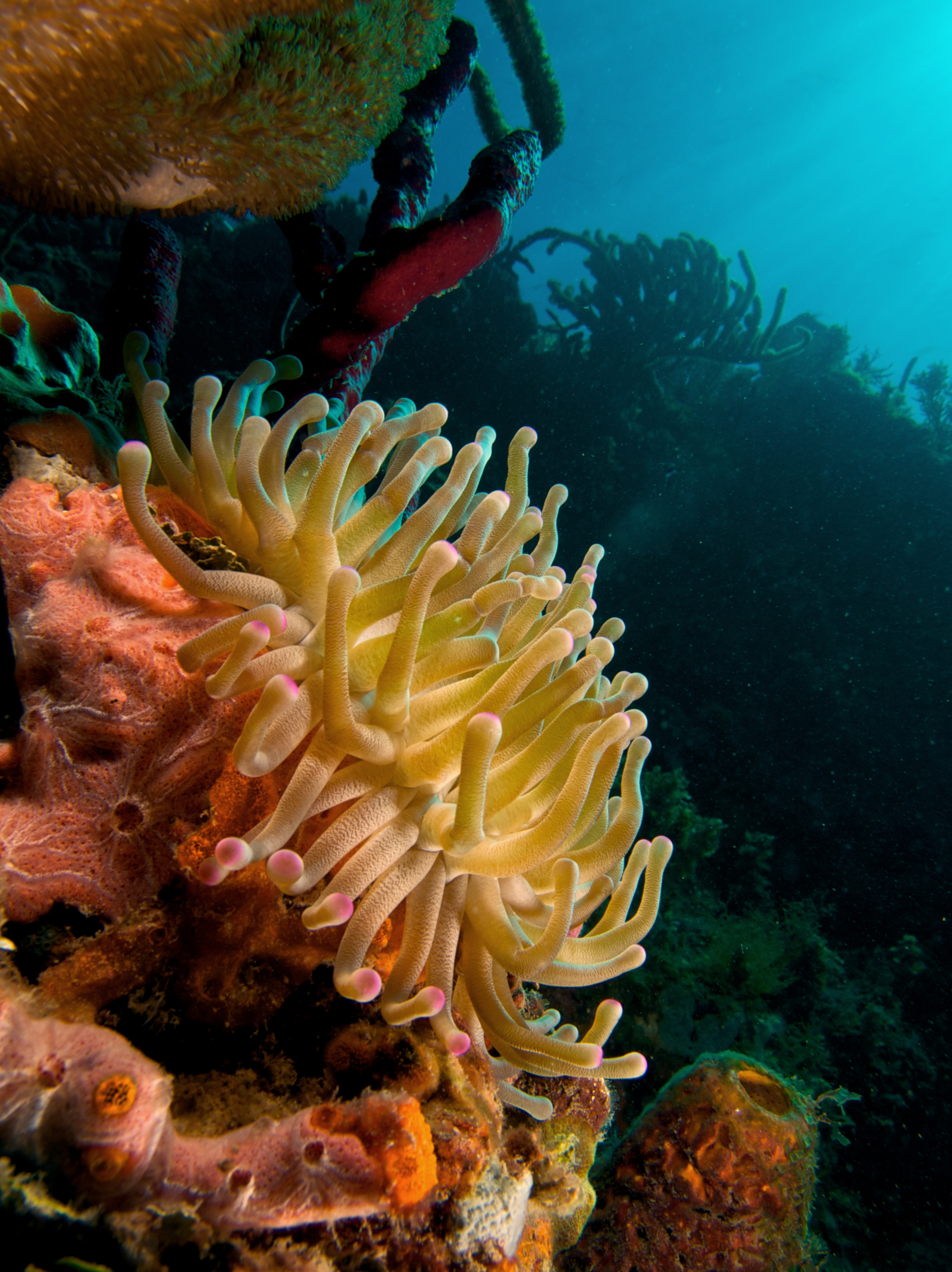
Condylactis gigantea, une Actiniidae
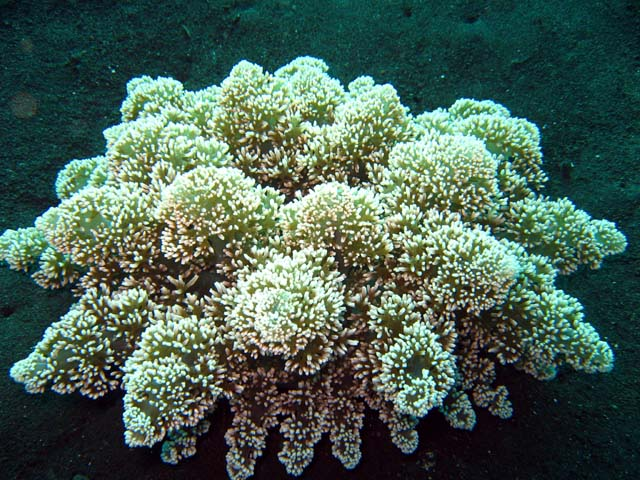
Actinodendron arboreum, une Actinodendronidae
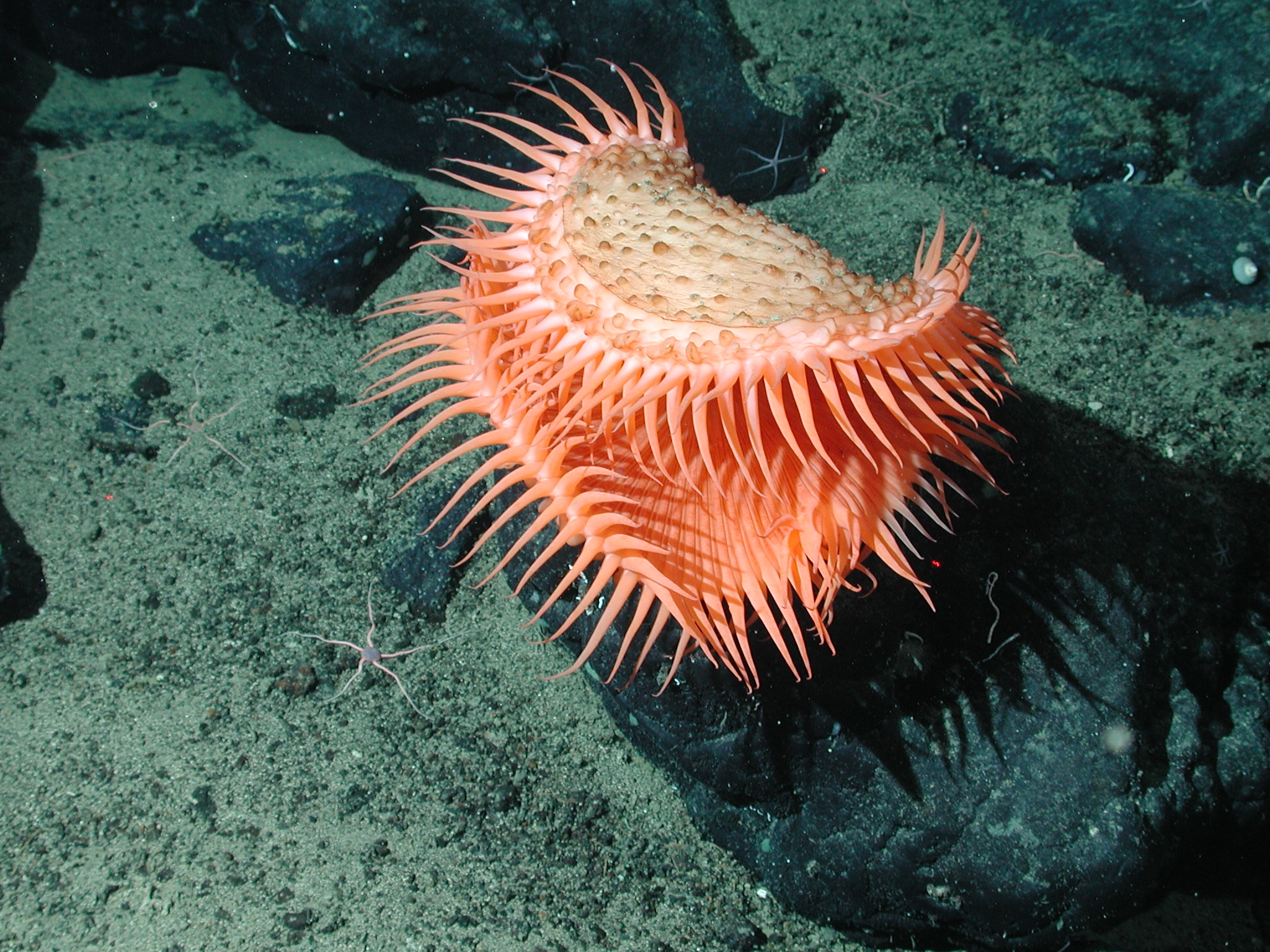
Actinoscyphia aurelia, une Actinoscyphiidae
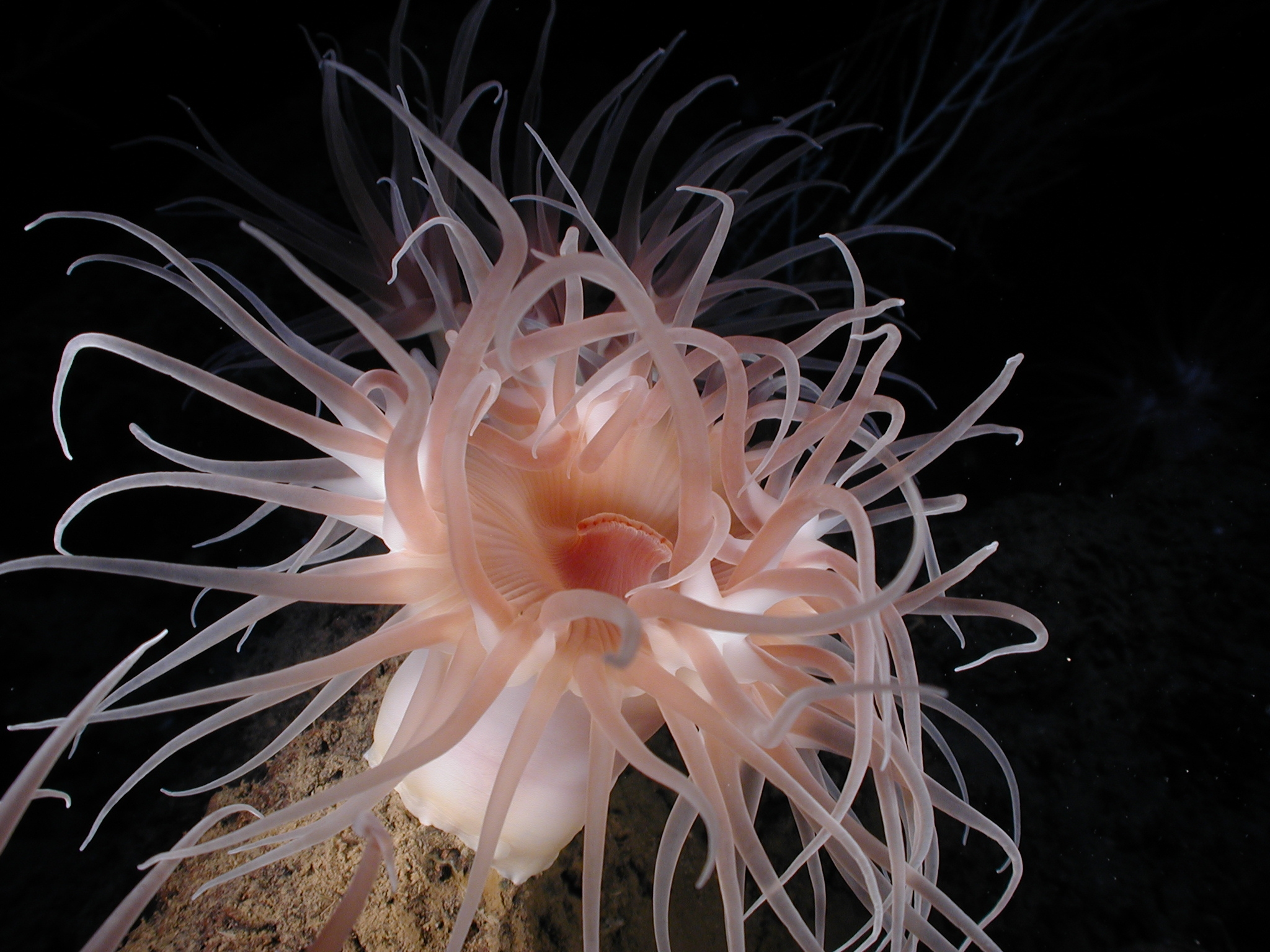
Actinostola sp., une Actinostolidae
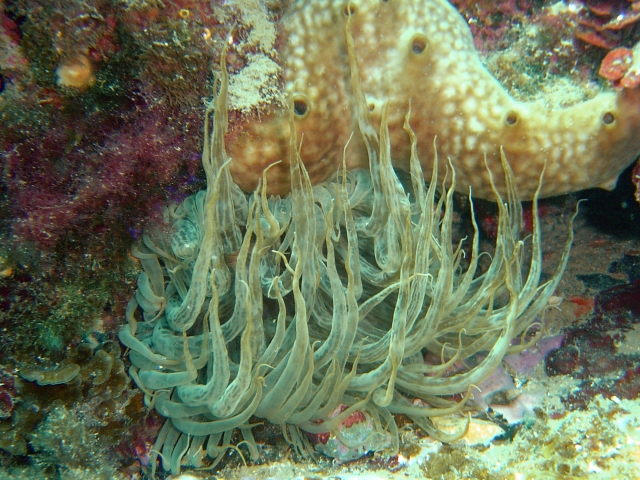
Aiptasia mutabilis, une Aiptasiidae
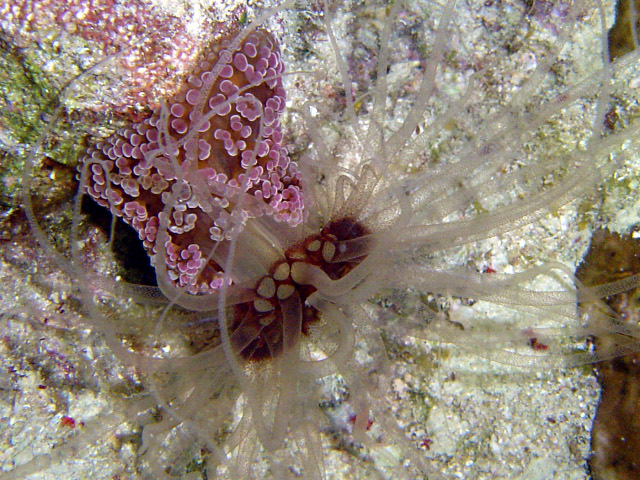
Alicia pretiosa, une Aliciidae
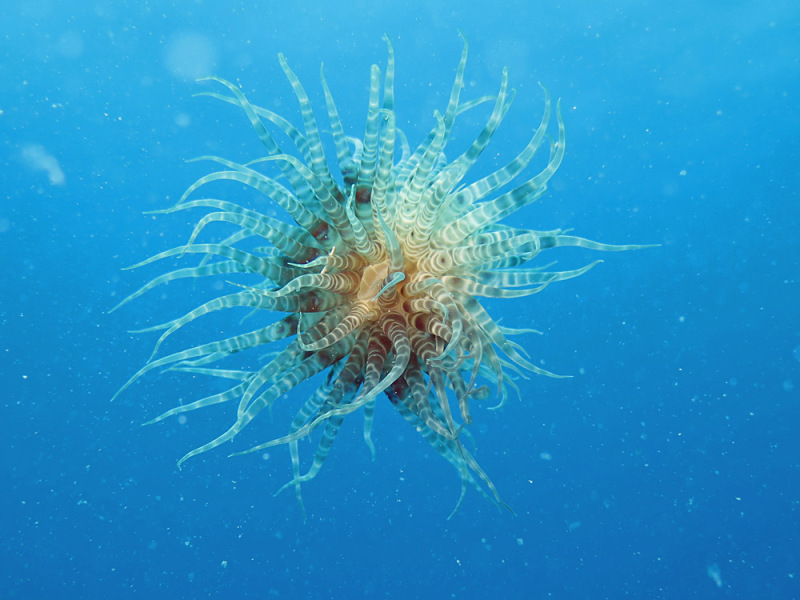
Boloceroides mcmurrichi, une Boloceroididae
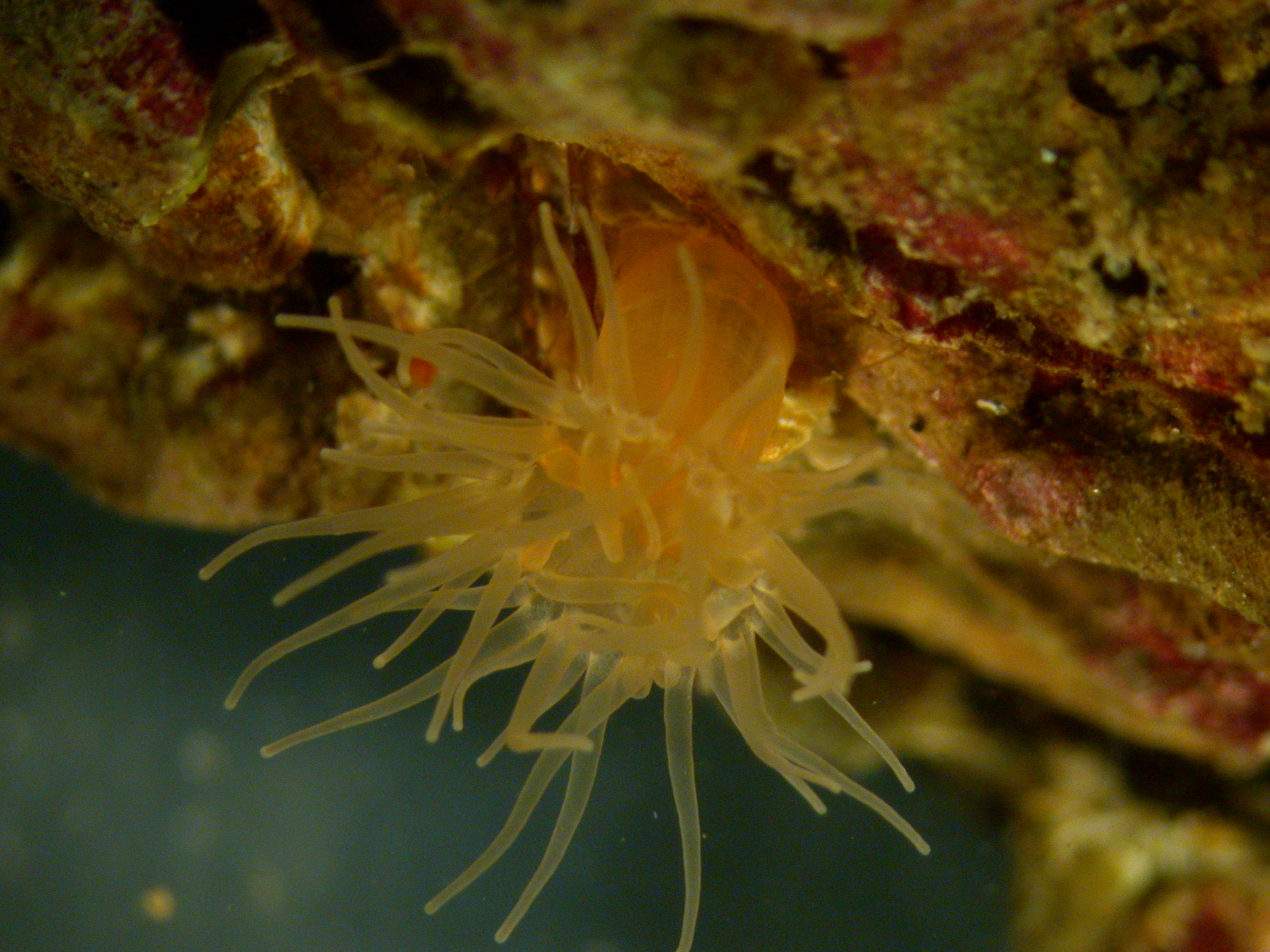
Diadumene cincta, une Diadumenidae
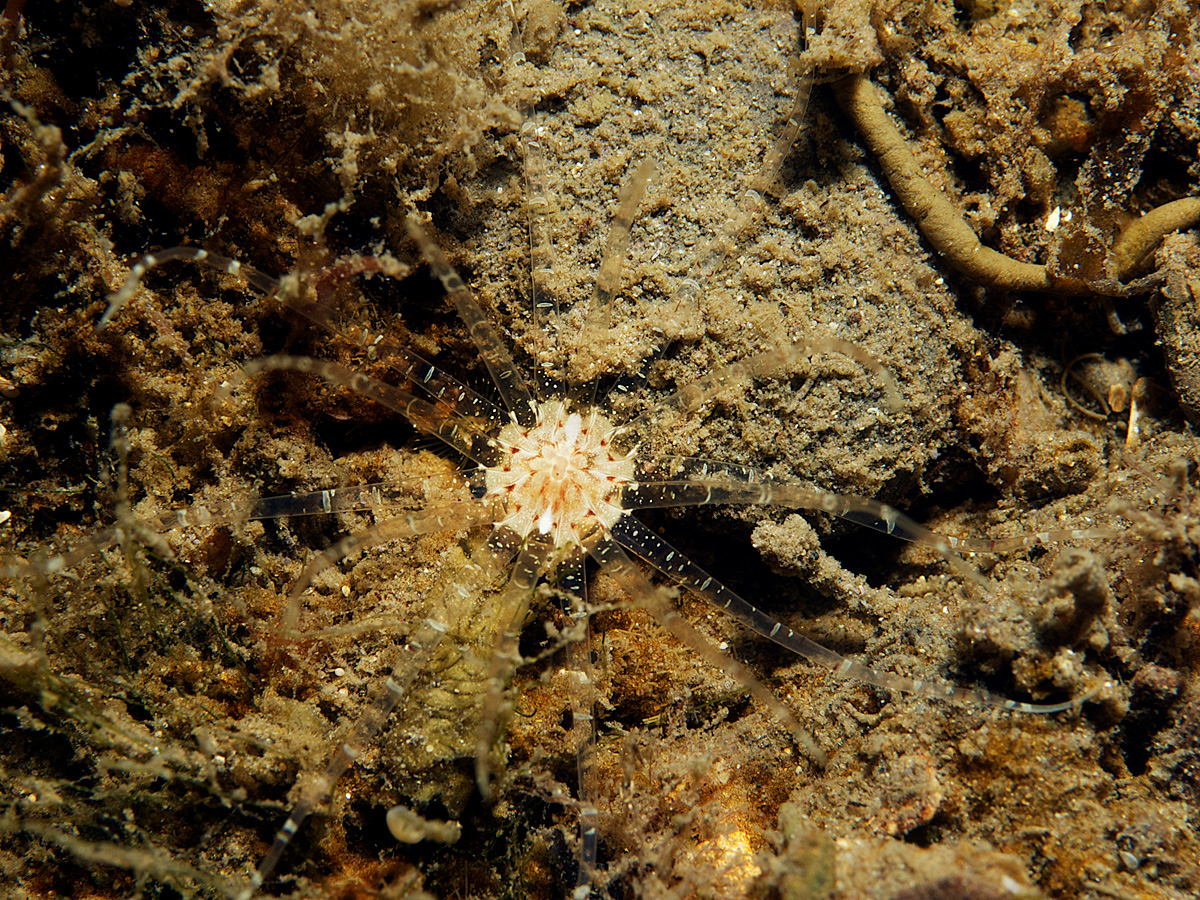
Edwardsia claparedii, une Edwardsiidae
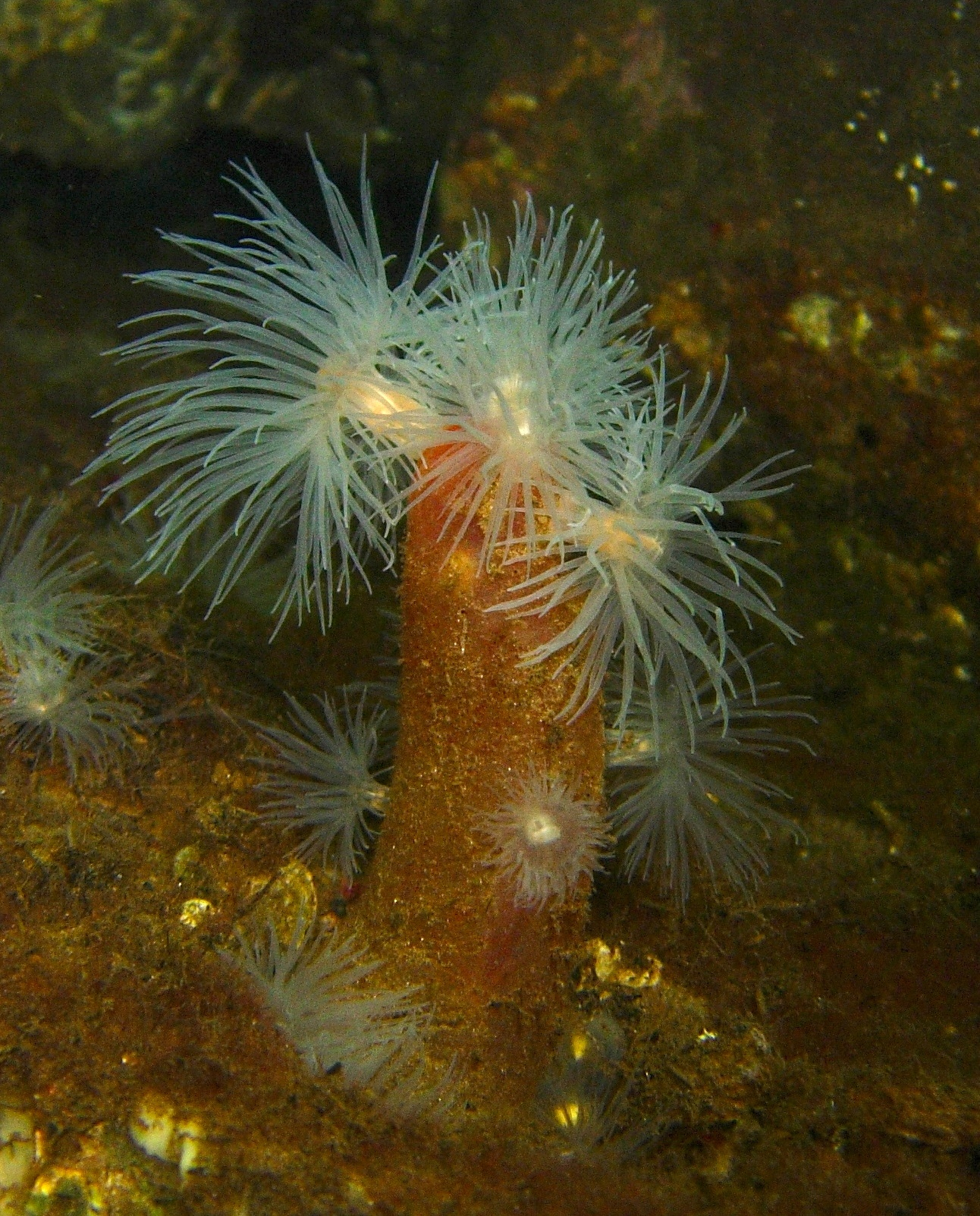
Protanthea simplex, une Gonactiniidae
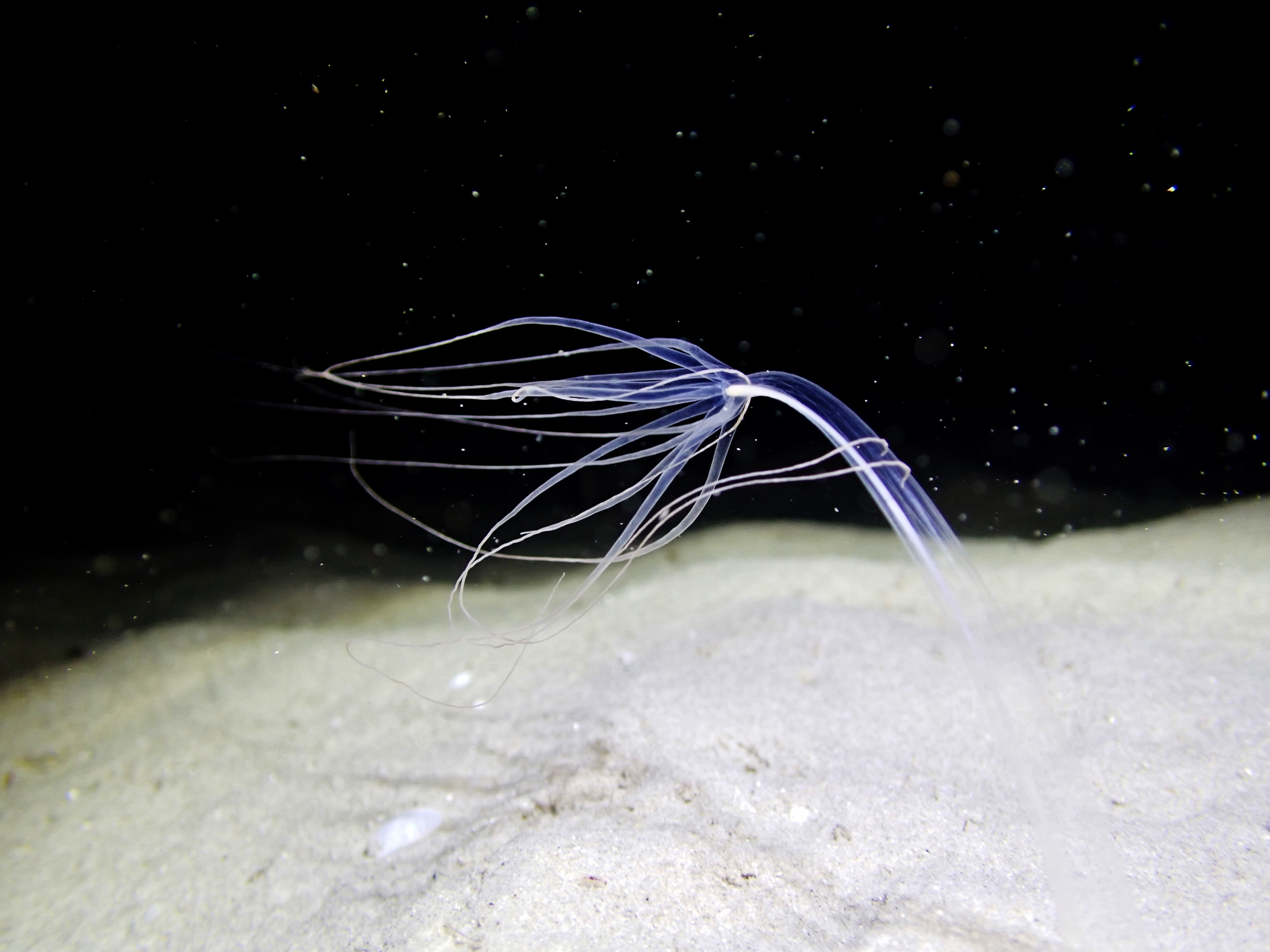
Halcampoides purpureus, une Halcampoididae.
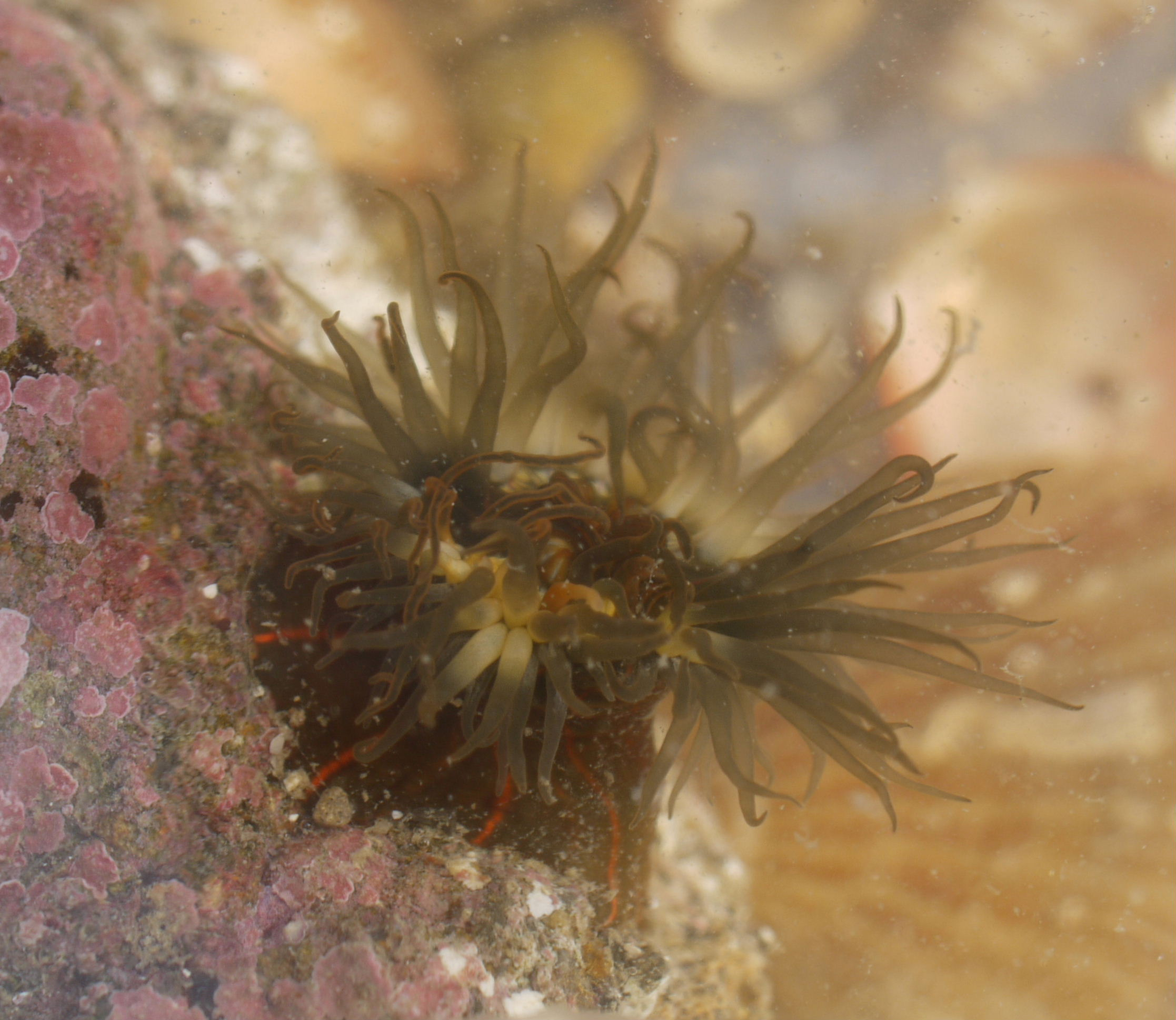
Haliplanella lineata, une Haliplanellidae
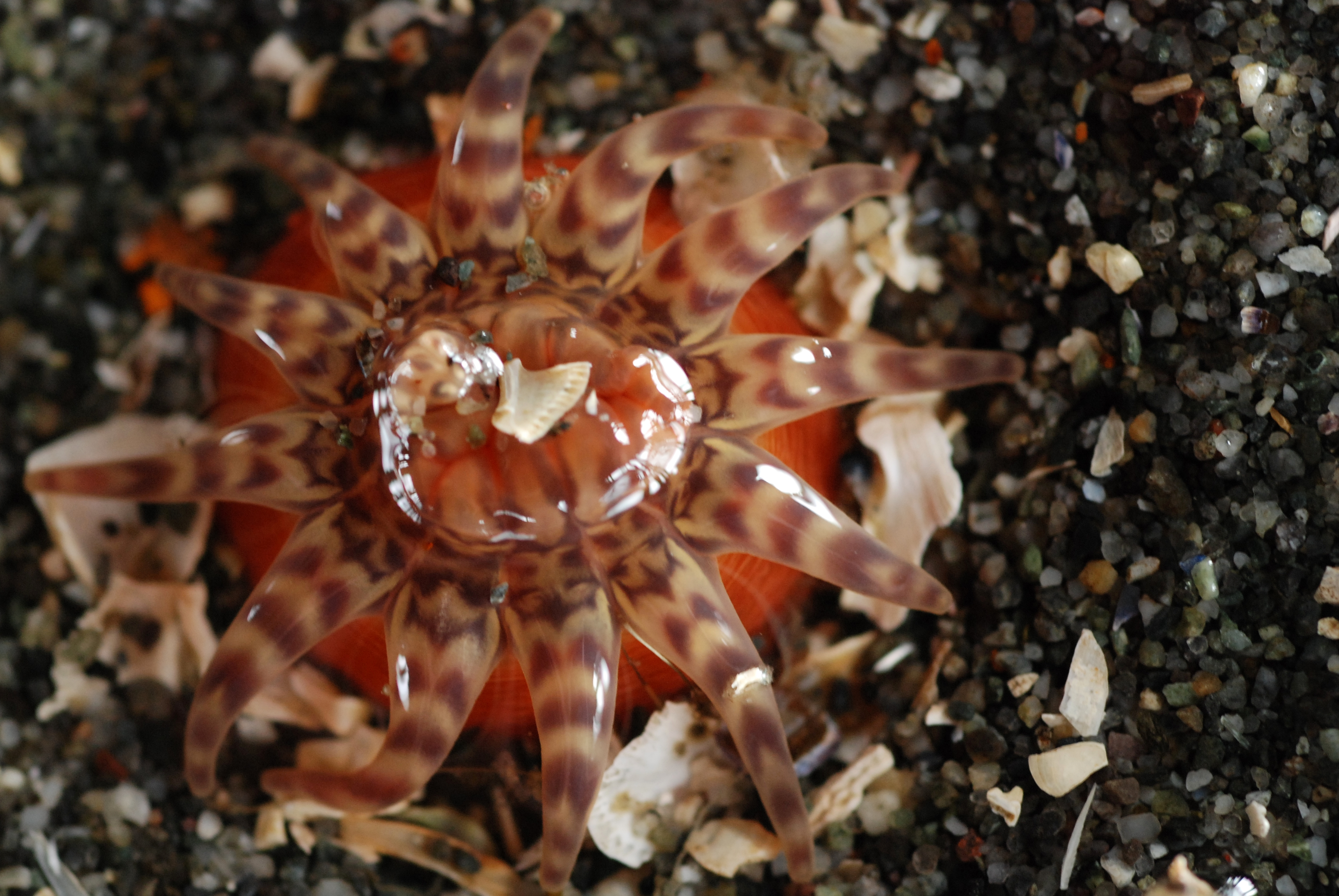
Peachia quinquecapitata, une Haloclavidae
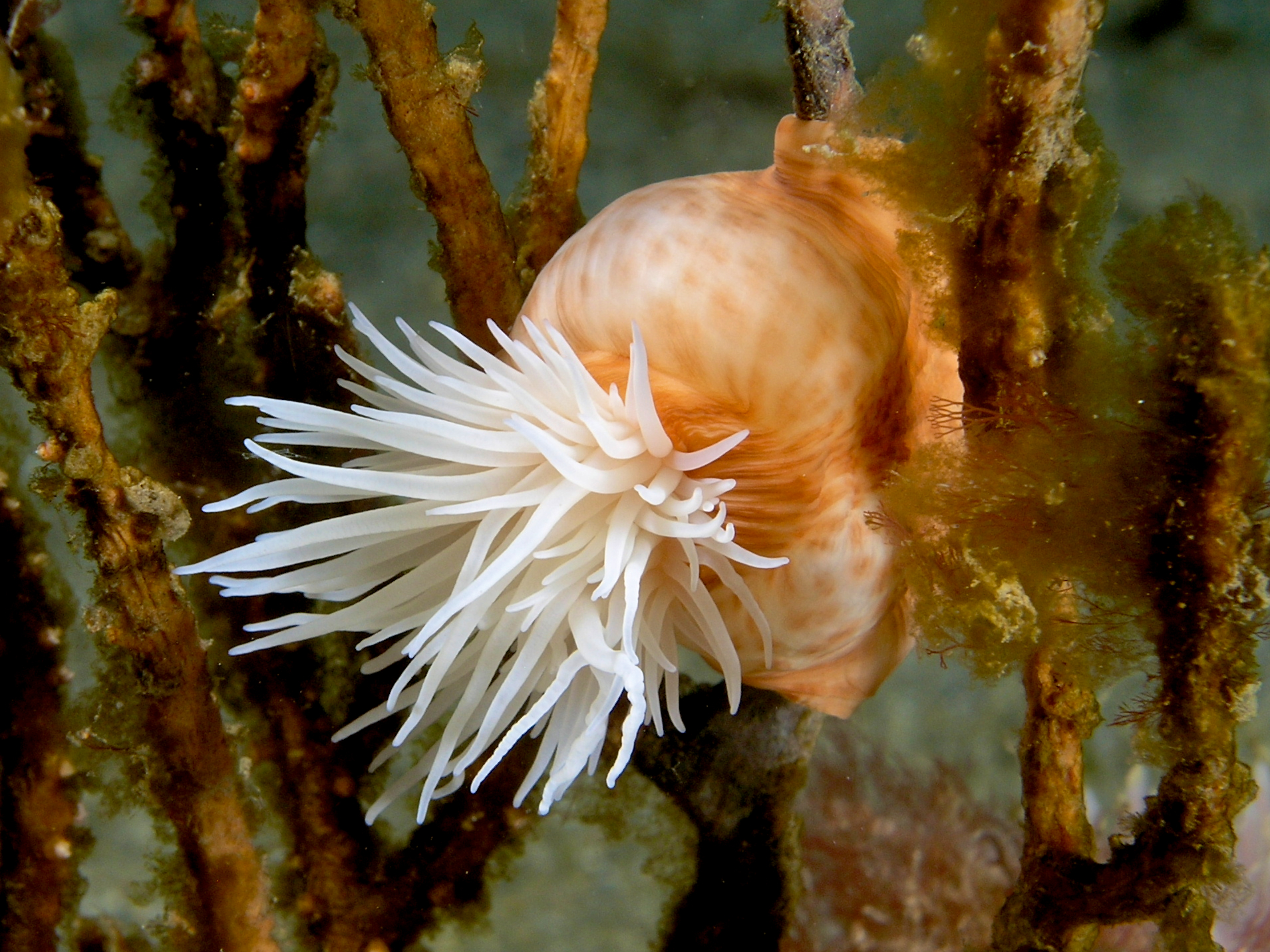
Amphianthus sp., une Hormathiidae
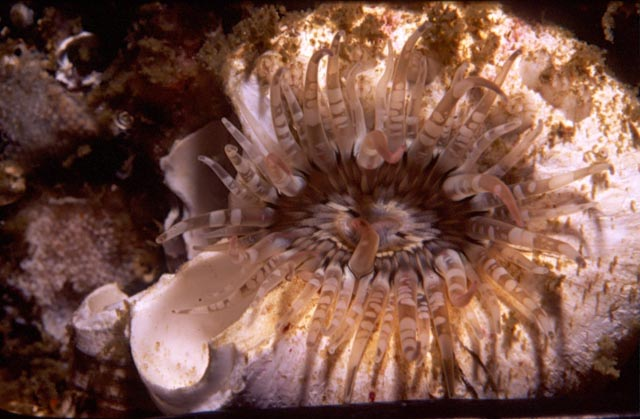
Isanthus capensis, une Isanthidae
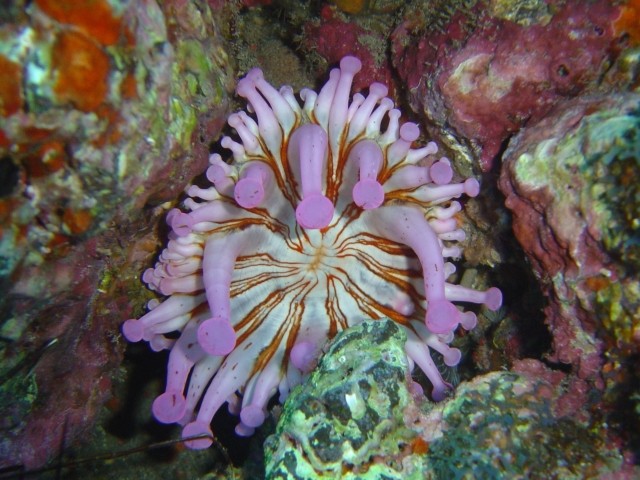
Telmatactis cricoides, une Isophelliidae
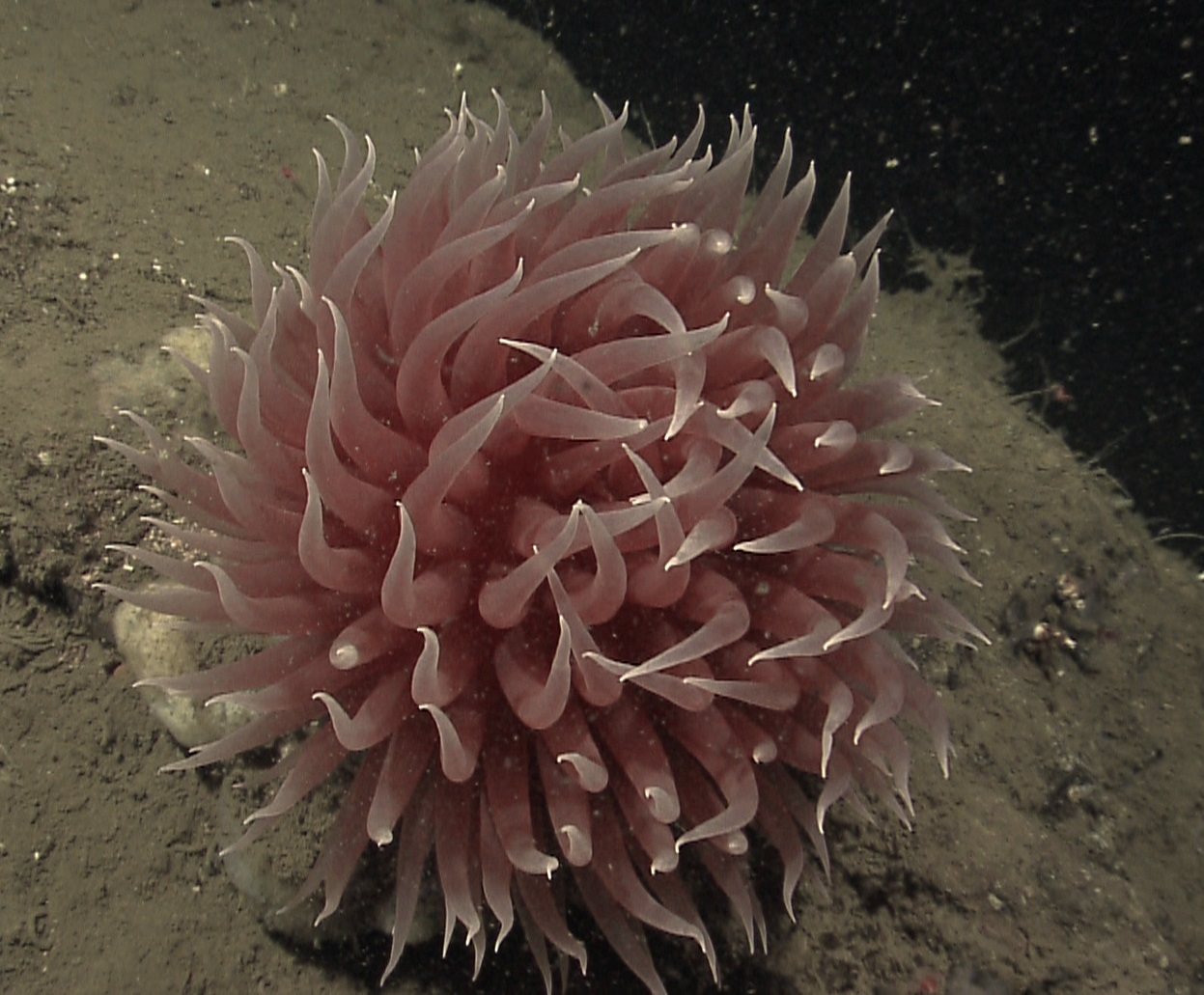
Liponema brevicorne, une Liponematidae
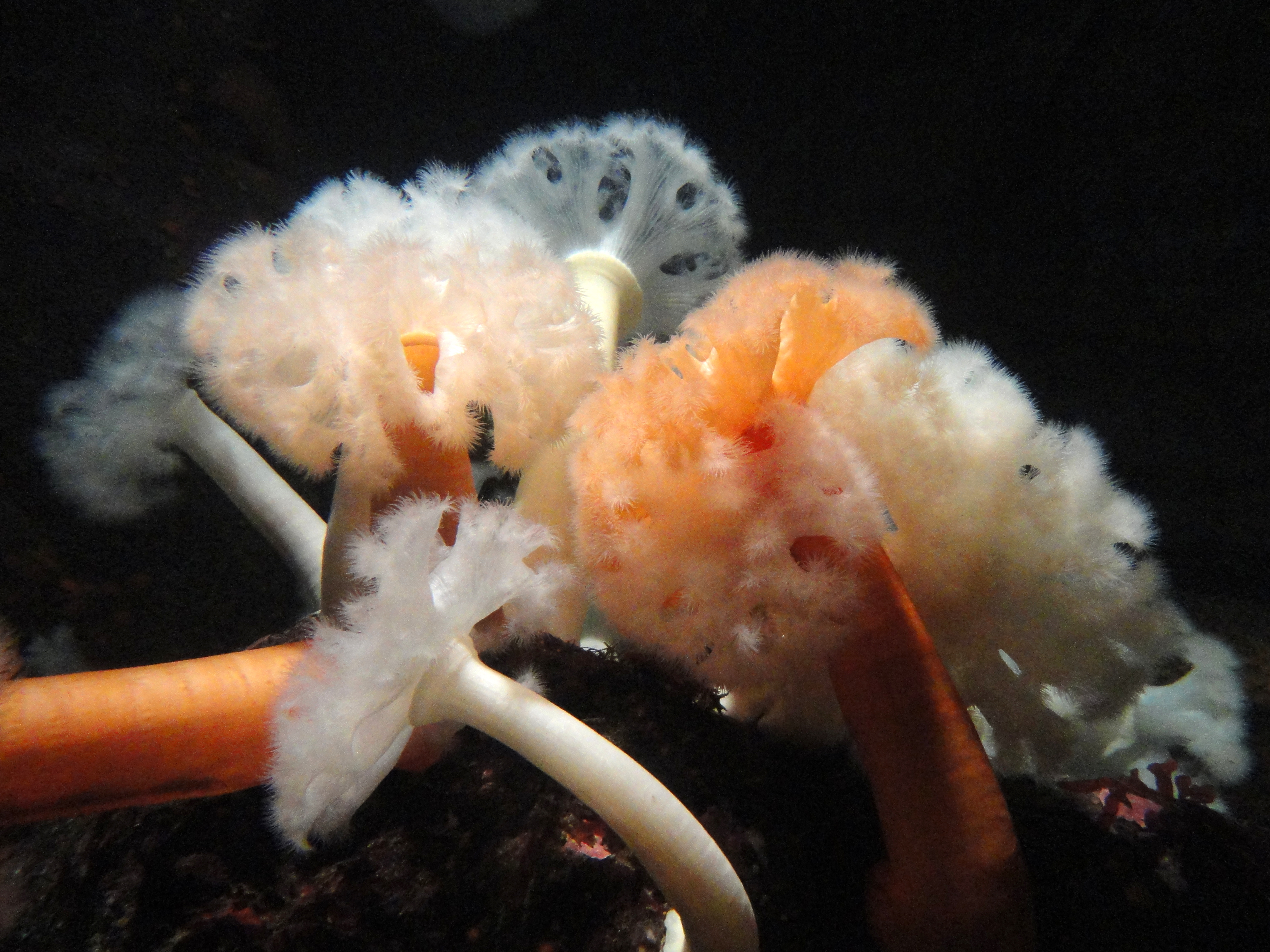
Metridium farcimen, une Metridiidae
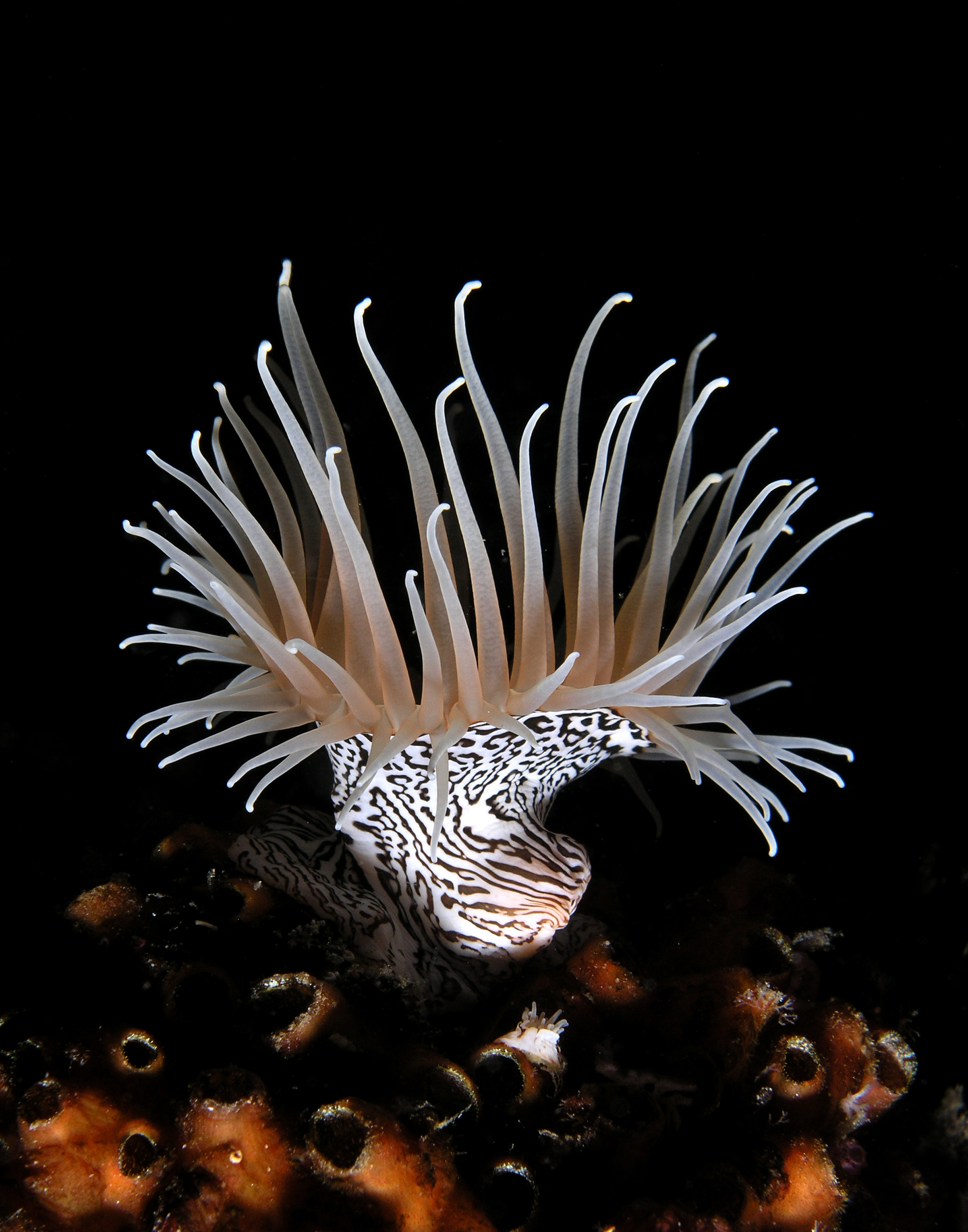
Nemanthus annamensis, une Nemanthidae
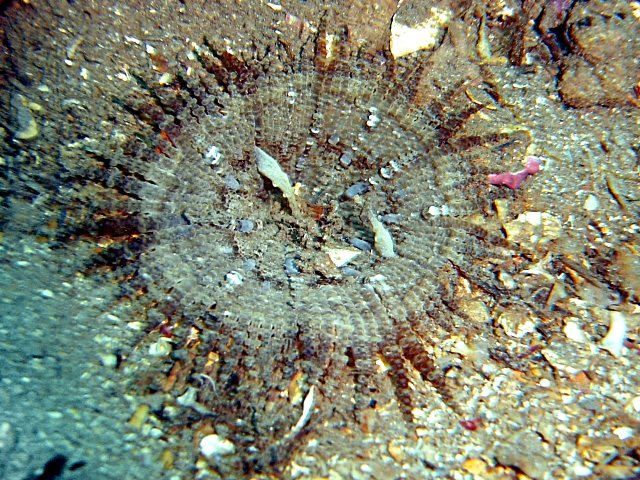
Phymanthus pulcher, une Phymanthidae
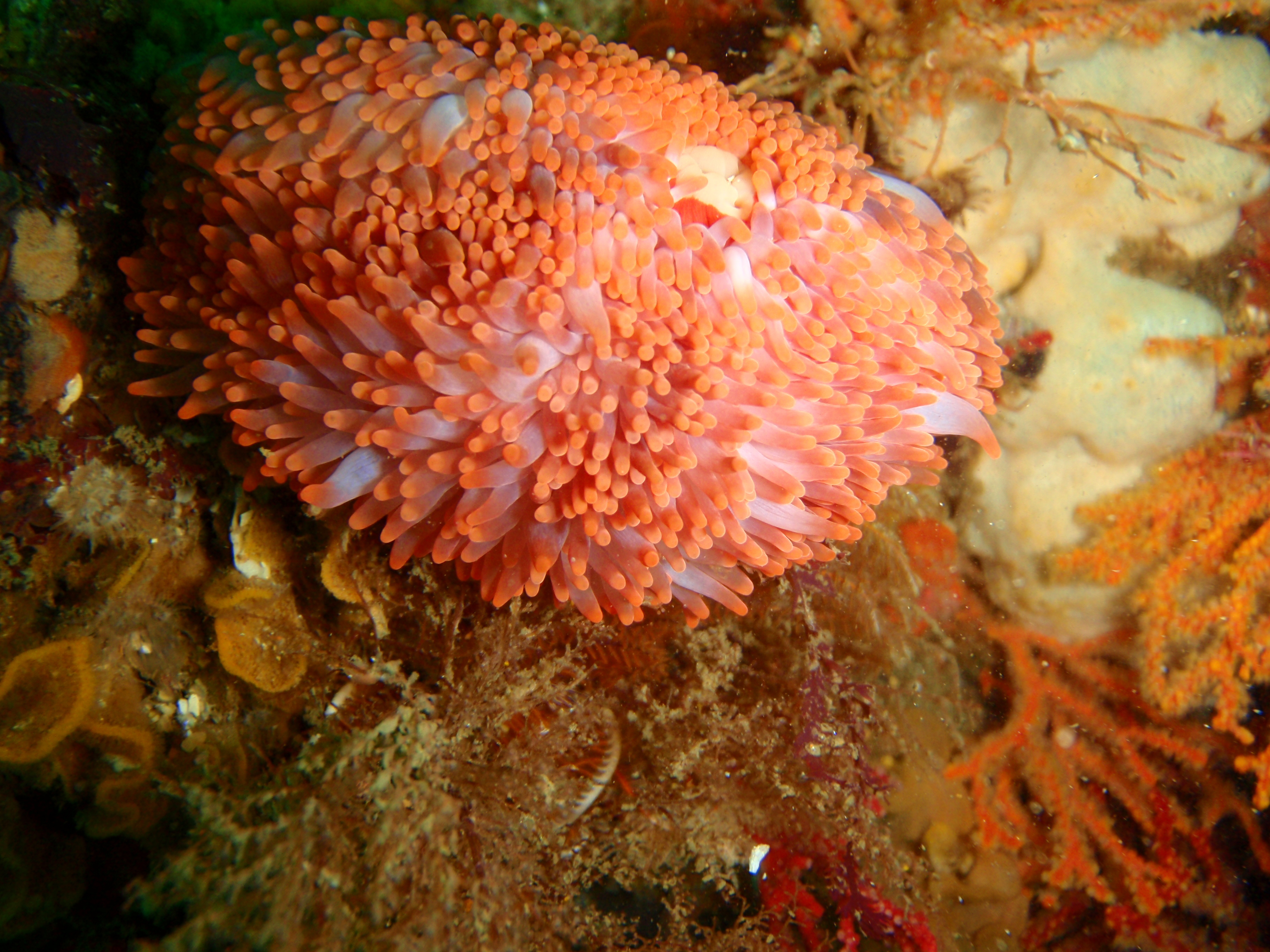
Preactis millardae, une Preactiidae
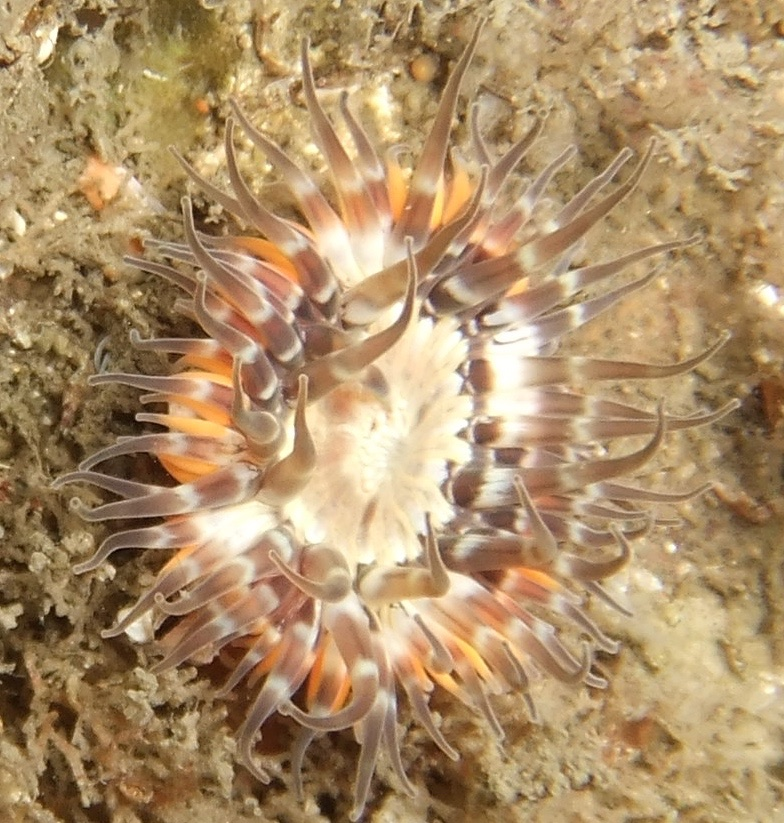
Sagartia elegans, une Sagartiidae
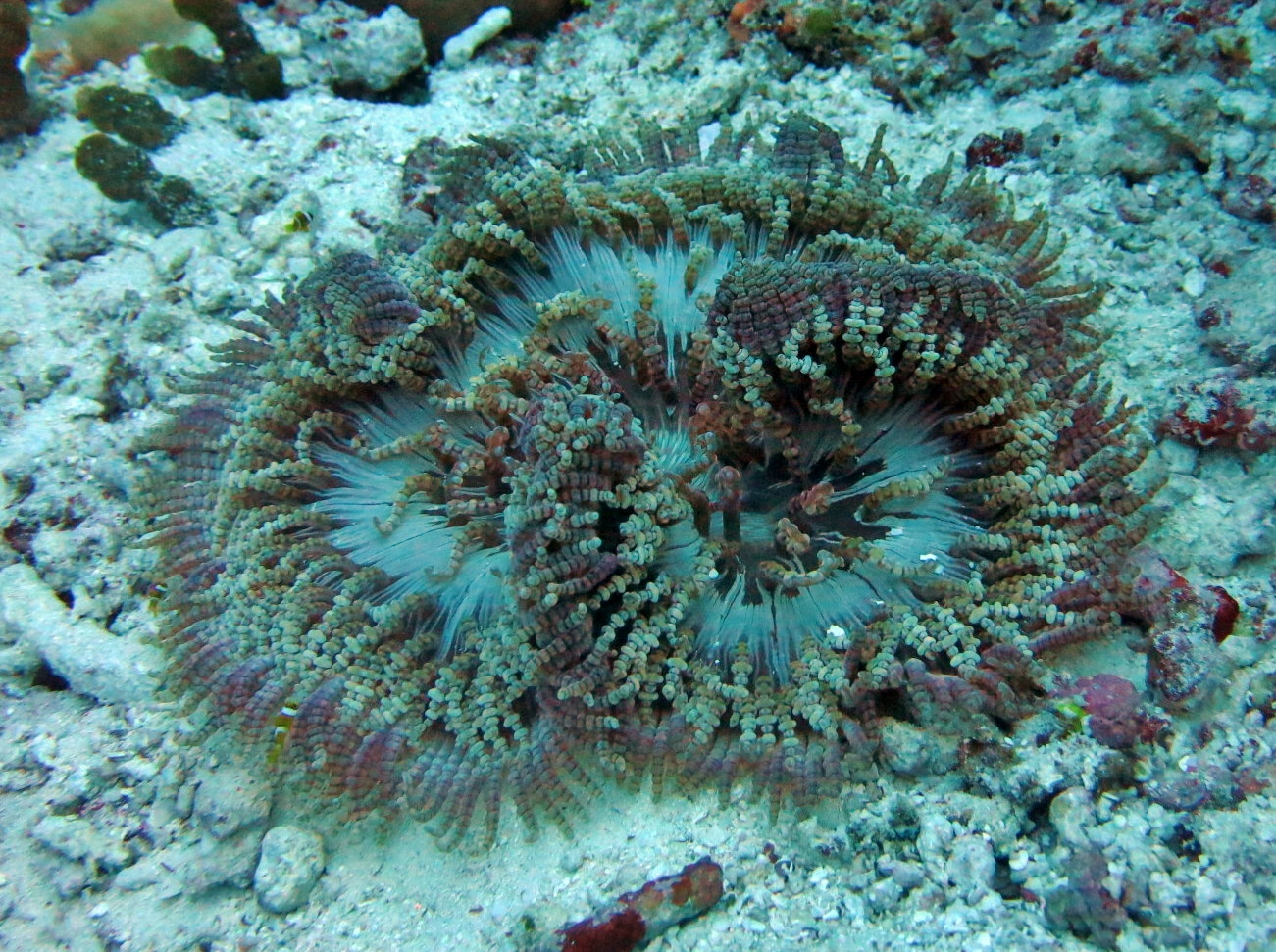
Heteractis aurora, une Stichodactylidae
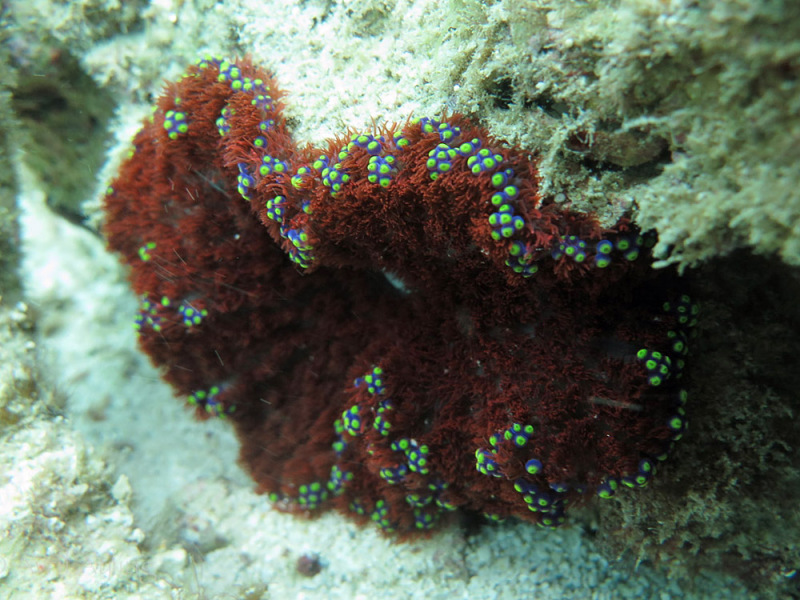
Thalassianthus aster, une Thalassianthidae